# Fútbol Club Motagua
El Fútbol Club Motagua, o simplemente FC Motagua, es un club de fútbol con sede en Tegucigalpa, Honduras. Fue fundado el 29 de agosto de 1928 y compite en la Liga Nacional de Honduras desde que ésta fue inaugurada en 1965. A nivel internacional, ha disputado distintas competiciones: la Copa de Campeones de la CONCACAF, la Liga de Campeones de la CONCACAF, la Liga CONCACAF, la Copa de Gigantes de la CONCACAF, la Copa Interclubes de la UNCAF, la Copa Centroamericana de la CONCACAF y la Copa Sudamericana de la CONMEBOL —junto con LD Alajuelense son los únicos clubes en Centroamérica que han participado en torneos oficiales de la CONMEBOL—.
Fue fundado oficialmente bajo el nombre de Club Deportivo Motagua y desde su creación registra en su palmarés la obtención de 29 títulos oficiales a nivel nacional e internacional —incluyendo la época semiprofesional del balompié hondureño—.
FC Motagua es considerado uno de los clubes más laureados del país y, por tal motivo, está incluido entre los «cuatro grandes del fútbol hondureño
». A lo largo de su historia, ha logrado la conquista de 19 títulos de Liga, uno de Supercopa y uno de Copa. Sumado a eso, en el 2007 consiguió ganar la última edición del torneo de clubes de la Copa Interclubes de la UNCAF derrotando a Deportivo Saprissa.
FC Motagua juega sus partidos de local en el Estadio Nacional "Chelato Uclés". Mientras que los entrenamientos del primer equipo se llevan a cabo en el Complejo Deportivo Pedro Atala Simón, propiedad del club. Junto a su tradicional rival, CD Olimpia, protagonizan el Clásico del fútbol hondureño, evento deportivo que es considerado por la Federación Internacional de Fútbol Asociado (FIFA) como el «derbi de mayor tradición en Honduras». De igual forma, sostiene rivalidades significativas con CD Marathón, club con el que disputa el Clásico de las M's, y Real CD España.
Es, junto con CD Olimpia, CD Marathón y Real CD España, uno de los únicos cuatro clubes que han disputado todas las ediciones de la Liga Nacional, de la cual ocupa la segunda posición histórica —en cuanto a estadísticas generales y cantidad de títulos obtenidos—. La FIFA reconoce a FC Motagua como uno de los dos clubes hondureños que figuran entre el listado de «clubes clásicos del mundo», al igual que su acérrimo rival CD Olimpia.

## Historia

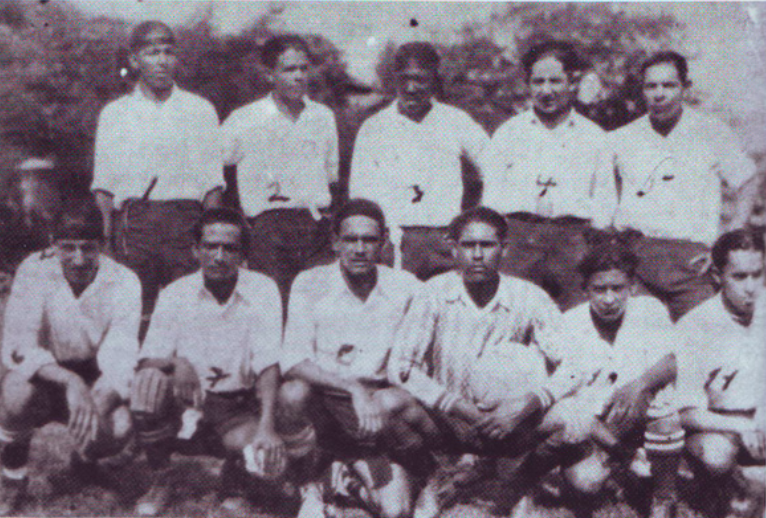
Primera fotografía de Motagua, tomada el 25 de noviembre de 1928, en la previa de un partido ante Tejeros del España en Tegucigalpa. De izquierda a derecha (arriba) están: Carlos Valladares, Juan Ferrera, Lurio Martínez, Tatino Gálvez y Fausto Zapata; mientras que abajo (también de izquierda a derecha) aparecen: Basilio Kafaty, Rómulo Mejía, Arístides Raudales, José María Zúñiga, Juan Fúnez y Rómulo Reyes.

### Fundación y años en el amateurismo (1928-1964)
El FC Motagua nació para ser uno de los grandes protagonistas del fútbol hondureño. La dedicación de sus directivos, el apoyo incondicional de sus aficionados, de jugadores y cuerpos técnicos a través de su larga historia, han hecho del «Ciclón Azul» una de las instituciones deportivas más respetadas del fútbol hondureño.
El FC Motagua fue fundado el 29 de agosto de 1928 por el poeta y deportista: Marco Antonio Ponce, y el señor Marco Antonio Rosa entre otros. Estos bautizaron al equipo como «Motagua», mismo nombre del río que, por algún tiempo, fue motivo de conflicto entre Honduras y Guatemala. Hoy en día, el Río Motagua sirve de zona limítrofe entre las dos naciones al final de su largo trayecto.
El primer juego del FC Motagua se dio el 25 de noviembre de 1928 ante Tejeros del España, en la Cancha Lempira de Tegucigalpa. Ese día, FC Motagua alineó a los siguientes jugadores: Carlos Valladares, José María Zúñiga, Ángel Raudales, «Latino» Gálvez, Marco Antonio Ponce, Máximo Cárcamo, Pedro Berríos, Basilio Kafaty, Arístides Raudales, Rómulo Mejía y Rómulo Reyes Flores.
El FC Motagua, dirigido por Lurio Martínez, disputó su primer partido internacional el 9 de abril de 1939 en la cancha San Felipe de Tegucigalpa contra el equipo Orión FC de Costa Rica, al que venció 3-0 con goles de «Gorgojo» Ramos. Ese histórico triunfo de los azules es inolvidable ya que en esos años ese cuadro tico le ganaba a cuanto rival se le pusiera por enfrente y fueron los «azules» con grandes jugadores encabezados por Raúl «Joyo Chele» Barahona los que lograron ese gran resultado para el país.

### Profesionalismo (1965-presente)

#### Inicios en el profesionalismo y primeros títulos

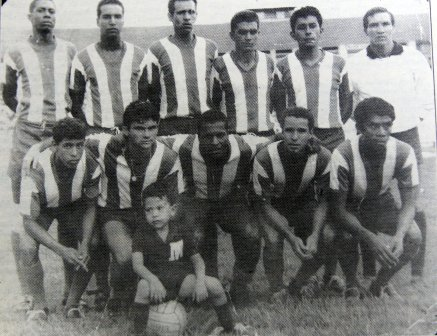
Plantilla de Motagua en 1968.

El Fútbol Club Motagua ha sido campeón en diecinueve oportunidades, desde que comenzaron los torneos de la Liga Nacional de Fútbol de Honduras en 1965. Tres de estos títulos; el FC Motagua los ganó en torneos regulares: 1969 con Rodolfo Godoy como entrenador y en 1971, 1974 al mando de Carlos Padilla Velásquez.
En la Copa de Honduras de 1968, FC Motagua compartió grupo con Atlético Indio, Atlético Español, Olimpia y Victoria; FC Motagua pasó a las semifinales. En las semifinales se enfrentó al Atlético Indio, al cual venció por un marcador de 1-0. Luego en la final se enfrentó al Real España en el Estadio Francisco Morazán y a quienes derrotó por un marcador de 2-1 en penales.
Desde que se implementaron las finales en el fútbol de Honduras, FC Motagua ganó un total de 11 títulos. La primera final que ganaron los «azules» fue en 1979; ante Real España de la mano del entrenador chileno Néstor Matamala. En el primer partido las «Águilas Azules» ganaron por 1-0 con gol de Salvador «Pólvora» Bernárdez. En el partido de vuelta, el FC Motagua derrotó a los «Catedráticos» del Real España por marcador de 4-1. Los goles en este encuentro, fueron anotados por: Luis Alberto Reyes, en tres ocasiones y Ramón Maradiaga en una, descontando por el España Jimmy Bailey.

#### Fin de la sequía de 13 años
Luego de este título tuvieron que pasar 13 años para que el FC Motagua ganara de nuevo un campeonato. En 1991, las «Águilas» se midieron de nuevo a al Real Club Deportivo España en partidos de ida y vuelta. El primer encuentro terminó empatado a cero goles por bando. Pero en el partido decisivo, el FC Motagua se alzó con la Copa, al vencer a los «españolistas» 1-0, con gol de Álex Ávila.

#### La era Ramón Maradiaga: El primer bicampeonato
Para el Apertura 1997-1998; el FC Motagua doblegó nuevamente al Real Club Deportivo España. El primer partido terminó con marcador de 3-0, en partido celebrado en la ciudad de San Pedro Sula. Los goles de ese partido los anotaron para FC Motagua: Óscar Lagos, Francisco Ramírez y Amado Guevara. Posteriormente; en Tegucigalpa los «Azules» vencieron a la «Máquina» por marcador de 2-1, con goles de Amado Guevara y Francisco Ramírez, descontando por el España; Leo Morales.
En el siguiente campeonato, el FC Motagua le ganó la final al Olimpia. Como anécdota unas horas antes qué ingresara el huracán Mitch al territorio hondureño En esa final jugada también a dos encuentros, terminó con un empate a cero goles por bando en el primer encuentro. Luego, el FC Motagua se alzó con la Copa de la Liga Nacional de Fútbol de Honduras, al vencer a su enconado rival con Gol de Oro anotado por el defensa Reynaldo Clavasquín.
Cabe destacar que fue la segunda vez la historia de la liga que se disputó una temporada con once equipos (la primera vez fue en la temporada 1981-1982), convirtiendo así al FC Motagua en el único bicampeón en torneos de once equipos.

#### La era José Treviño y Luis Reyes: El segundo bicampeonato
FC Motagua conquistó la Supercopa 1999 tras vencer el 13 de enero de 1999 por 1 a 0 a su rival Platense. El gol de aquel partido fue obra de Juan Manuel Coello. Sin embargo, esta edición del torneo es considerada de carácter amistoso por la Fenafuth.
Luego, en el Apertura 1999, los «azules» volverían a ganar el torneo de «Liga», esta vez por la vía de los penales, después de quedar ambos encuentros empatados a cero goles. Para el torneo Clausura 2000, nada cambió los equipos capitalinos se volvieron a enfrentar en la final y el FC Motagua la ganó al «Viejo León», arrebatándole nuevamente el título y de nuevo a través de los penales.

#### El título de 2001 ante Marathón

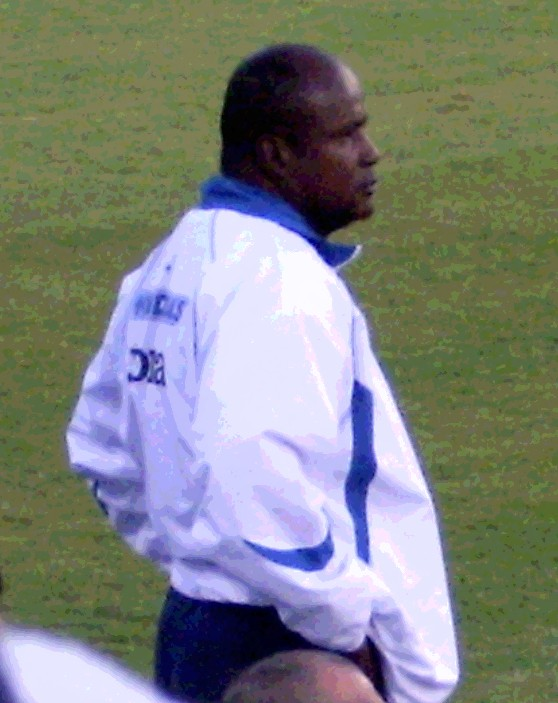
Gilberto Yearwood dirigió al club en la obtención del Apertura 2001.

Después de esta final, la cosa cambió un poco para FC Motagua, porque esta vez se midieron al «Monstruo Verde» del Marathón. El primer partido lo perdió el cuadro de Tegucigalpa, a través de un gol anotado por Jaime Rosales del club «verdolaga». Pero en el partido de vuelta, los Motaguenses se desquitaron y le arrebataron de las manos; la oportunidad al cuadro de San Pedro Sula de ser campeón. En este encuentro, el FC Motagua venció al Marathón por marcador de 3-2 quedando así empatados en el global y forzando a los «verdes» a ir a los penales. Allí, el FC Motagua demostró otra vez superioridad y doblegó al Club Deportivo Marathón y con ello logrando el cuadro «Azul Profundo» su décima corona de Liga Nacional.

#### Segunda era Ramón Maradiaga: El undécimo título nacional y campeón de Centroamérica

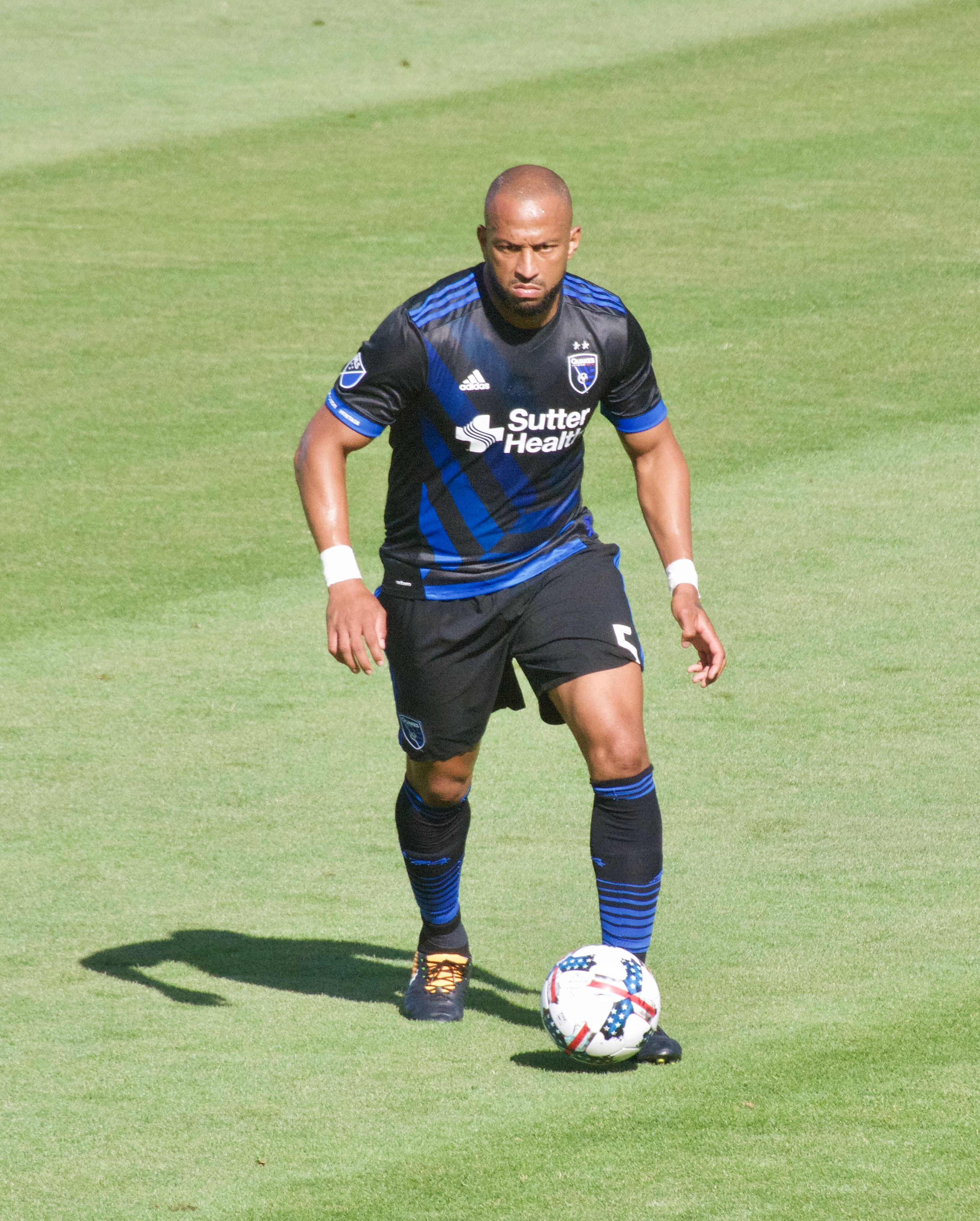
Víctor Bernárdez marcó uno de los goles azules en la final del Apertura 2006.

Luego de haber disputado 18 partidos del torneo regular de la Liga Nacional, el FC Motagua logró acumular 31 puntos, producto de sus 9 encuentros ganados y 4 empatados. Este puntaje, lo colocó por debajo del C.D. Olimpia y por esta razón, el «Azul» tuvo que enfrentar en la serie semifinal al Club Hispano de la ciudad de Comayagua que finalizó en tercer lugar. El primer encuentro de esta serie, fue ganado por el cuadro «Aurinegro» por 2-1. Pero en el partido de vuelta, el FC Motagua aplastó a su rival (5-0) y se llevó la serie particular con un global de 6-2. Esta victoria, le permitió al FC Motagua disputar la final, contra su más enconado rival: El Club Deportivo Olimpia.
La Final del torneo Apertura 2006, se jugó en una serie de dos partidos. El primero fue disputado en la capital del país ante una presencia de 32.000 espectadores. Este encuentro terminó empatado a un gol por bando. Los goles fueron convertidos por Wilmer Velásquez para los Albos y Víctor «Muma» Bernárdez para los Azules.
Para el partido de vuelta y decisivo, a efectuarse el 17 de diciembre del 2006, el presidente del Club Deportivo Olimpia; Rafael Ferrari decidió llevárselo a San Pedro Sula. Todo esto, en contra de los deseos de la directiva del FC Motagua, quienes apelaron en vano la decisión ya que la Liga Nacional, falló a favor del Olimpia. Al final, el partido se llevó a cabo en el estadio Olímpico Metropolitano.
La historia de esta final comienza al minuto 27 de la primera parte; cuando el defensa Maynor Figueroa anota el primer gol del encuentro con un disparo raso de tiro libre, bien colocado a la esquina derecha, dando muestras claras de que el León venía a recoger la Copa. Sin embargo, esas aspiraciones comenzaron a tornarse en frustración cuando Víctor Bernardez al minuto 39, cobró un tiro libre y con la potencia que lo caracteriza; disparó para vencer al guardameta Donis Escober.
Al minuto 55 el brasileño Jocimar Nascimento puso el 2:1 a favor del FC Motagua, luego de recibir un pase del delantero Jairo Martínez. Después de este gol, el CD Olimpia se lanzó con todo en busca del empate, pero fue inútil ante una bien plantada zaga «azul». Sobre el final del encuentro; Luis Guzmán convirtió el gol que selló la victoria Azul y la undécima copa para los dirigidos de Ramón Maradiaga.
Finalmente, el cambio de estadio no pesó a favor del CD Olimpia, porque los miembros del plantel azul, hicieron todo el esfuerzo necesario para llevarse el título; contra todos los pronósticos y en frente de 38.256 espectadores, en su mayoría Olimpistas.

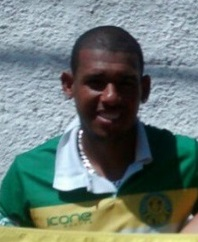
El brasileño Jocimar Nascimento, la gran figura en la obtención del título.

Por más de 75 años, el FC Motagua brilló con luz propia en los distintos torneos nacionales que participó. No obstante, el cuadro del «Azul Profundo» nunca tuvo logros a nivel internacional; pero ello cambió en el año 2007 cuando la institución «azul» se trazó un objetivo tan claro como el agua: «Ganar el torneo de la UNCAF».
Bajo la conducción técnica de Ramón Maradiaga y la participación de 32 jugadores, el «Ciclón Azul» tuvo que enfrentar en una fiera competencia a equipos de cuatro países del área centroamericana. Al final, el compromiso obtenido con la directiva, y la afición motivaron a todo el plantel 'Azul' a entregarse sin reservas, a lo largo de lo que sería el último torneo de la UNCAF.
En el primer partido del torneo UNCAF, el «Ciclón Azul» enfrentó como visitante al Real Estelí de Nicaragua el 7 de agosto en el estadio Independencia de la ciudad de Estelí. El encuentro altamente disputado por ambos equipos, se decidió a favor del FC Motagua por 2-0. El partido de vuelta se jugó el 16 de agosto en el Estadio Nacional. El equipo visitante llegó con la obligación de ganar pero enfrente tenía un equipo experimentado con figuras como Amado Guevara, el tico Steven Bryce, y el uruguayo Óscar Torlacoff. Esta experiencia le valió al «Azul» para lograr una contundente victoria por 3-1 (global 5-1).
Las dos victorias del «Ciclón Azul» le permitieron entonces, avanzar a los cuartos de final donde se medirían con los «Monjes» del San Francisco de Panamá.
El primer partido de la serie entre el San Francisco y los «Azules» del FC Motagua se jugó en el estadio Nacional el 18 de septiembre del 2007. Los panameños, que venían de eliminar al Olimpia, llegaron a Tegucigalpa a defenderse por la mayor parte del encuentro. Pero esto no les valió, porque al término del encuentro, el FC Motagua se llevó la victoria con tanto anotado por Steven Bryce al minuto 32.
El encuentro decisivo se jugó el 26 de septiembre en el Estadio Agustín Muquita Sánchez de La Chorrera. El cuadro de Ramón Maradiaga, llegó con el objetivo de mantener el cero en su portería. Los panas, por otro lado, mantuvieron un claro dominio especialmente durante la mayor parte del encuentro pero nunca lograron romper el cerco defensivo del FC Motagua. A los 85 minutos en una jugada de contragolpe Luis Rodas, definió el encuentro a favor del FC Motagua por 1-0. Con el global 2-0, el «Azul» se aseguraba su pase a las semifinales donde se enfrentaría al Municipal de Guatemala.
El Municipal de Guatemala y el «Ciclón Azul» se vieron las caras el 24 de octubre, en el Mateo Flores de la capital guatemalteca ante una buena asistencia de público. Con goles de Amado Guevara al '27, '86 y Jocimar Nascimento al '73 el Motagua solventó el encuentro (3-1) a su favor. Con ventaja de 2 goles el Ciclón Azul recibió al equipo 'Escarlata' en el estadio Nacional de Tegucigalpa la semana siguiente. Tres testarazos de Jocimar Nascimento al minuto 10, Chávez al '41 y Bernárdez en la etapa de complemento sellaron la victoria 'Azul' por 3-2. Con este triunfo y con el global 6-3, el FC Motagua cumplió su primer objetivo: Llegar por primera vez a una final de un torneo internacional. El Deportivo Saprissa lo esperaría en Costa Rica para el duelo de ida.
El primer encuentro de las dos finales se llevó a cabo el 28 de noviembre del 2007 en el estadio Ricardo Saprissa ante unos 8.000 espectadores. El cuadro tico comenzó bien, un buen manejo del campo sin embargo al final no pudo doblegar al conjunto visitante. El primer gol del encuentro, se dio en las piernas de Alpízar al minuto 7 de comenzado el partido. Así se fueron al descanso con el resultado a su favor. El Saprissa saltó a la cancha en el segundo tiempo con una actitud de aumentar el marcador, no obstante no pudieron aprovechar las opciones que generaron, por ello, el equipo 'Morado' pagó caro, a los 49 minutos Samir García al anotar el gol, que a la postre le dio un valioso empate al FC Motagua.
La gran final de la última edición de la Copa Interclubes de la UNCAF se llevó a cabo el miércoles 5 de diciembre del 2007. Con más de 32.000 espectadores, el coloso de la capital hondureña, nunca antes se había vestido completamente de «azul». La mesa estaba servida, para que el FC Motagua se bebiera la gloria. Desde el pitazo inicial, FC Motagua salió a buscar el resultado que le diera la Copa y contra el Saprissa, pero los remates al arco del FC Motagua sólo sirvieron para calentar las manos al arquero Fausto González.
El Saprissa, por otro lado, vino hacer su juego bien manejado en el medio campo. El equipo de Jeaustin Campos se paró bien atrás e inquieto al marco «Azul». FC Motagua por su parte, tuvo la primera oportunidad de gol en un pase filtrado del capitán Guevara a Jocimar, pero este fue solventado sin problemas por el arquero «tico». Minutos más tarde, Guevara solo dentro del área rival, remató de cabeza, pero para fortuna de los «Morados», el balón salió ligeramente desviado. El fuego «azul» continuó, pero el «Monstruo Morado» se defendió de buena forma y evitó el ritmo acelerado que trataba de imponer el FC Motagua. Cuando más atacaba el FC Motagua, Alpizar le robó un balón a Izaguirre y mandó el balón al fondo del arco defendido por Morales. No obstante, el árbitro central salvadoreño Joel Aguilar, en la acción más polémica anuló la acción por una supuesta falta del jugador costarricense la cual no existió. La suerte estaba del lado Motaguense.
Después de esta acción los «Azules» despertaron y llegaron al área «Morada», pero el arquero visitante evitaba la caída de su arco. En las prostimerías del primer tiempo, Jocimar tuvo una última oportunidad de anotar, pero el meta Gonzáles continuaba seguro. Con el cero en ambos arcos, los equipos se fueron al descanso. En la segunda etapa, el Saprissa salió a atacar más. Esto ocasionó que dejaran espacios libres, algo que aprovechó el conjunto local.
Jairo Martínez tuvo una gran oportunidad de anotar de cabeza, pero el guardameta González voló para contener el esférico. El FC Motagua estaba cerca de convertir. Entonces llegó el minuto que todos los motaguenses por siempre recordarán; el 61. Emilio Izaguirre se corrió por la banda izquierda, envió un centro perfecto al área, Josimar se elevó y de testa envió al balón al fondo de la red, para decretar la apertura del marcador. El línea no marco la posición de fuera de juego; al final no hubo fuera de juego y fue una decisión correcta, la suerte le seguía estando a favor de los «Azules».
El Nacional era una locura, y los «Azules» comenzaban a soñar con su primera conquista internacional. Luego del gol motaguense, el técnico del Saprissa se preocupó y mandó al atacante Ronald Gómez al terreno de las acciones, que estuvo cerca de empatar el marcador. FC Motagua se plantó bien atrás y supo controlar el resto del partido y el reloj. Con el pitazo final; aficionados, directivos, jugadores y cuerpo técnico del «Ciclón Azul» festejaron de forma eufórica su primer título a nivel internacional.

#### Tercera era Ramón Maradiaga: La marcada superioridad ante Olimpia en finales nacionales

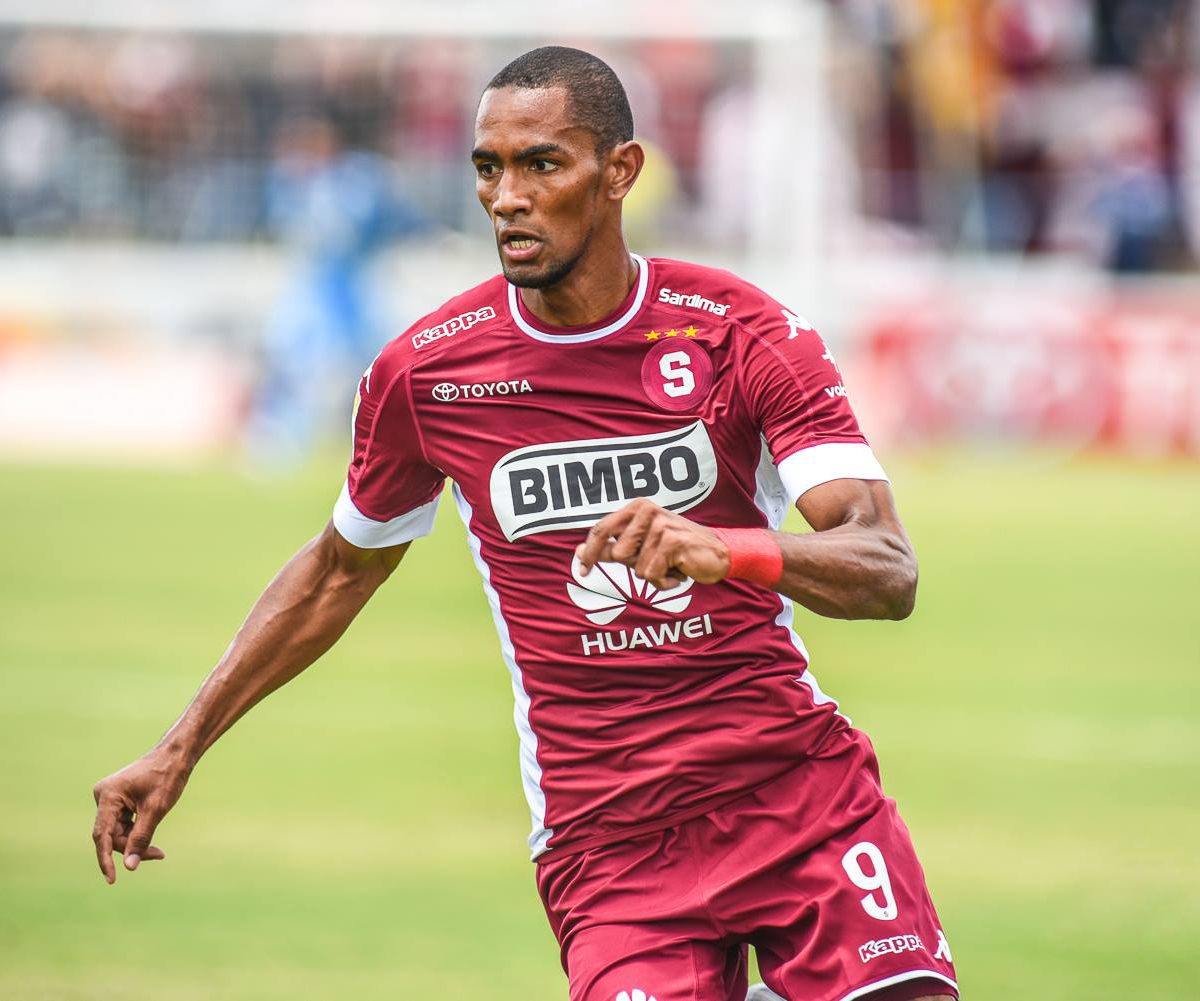
Jerry Bengtson, pieza importante en la obtención del 12.º título.

El FC Motagua, nuevamente bajo la dirección técnica de Ramón Maradiaga, debutó en el Torneo Clausura 2011 el día 16 de enero, en el Estadio Nacional de Tegucigalpa, en el empate 1-1 contra el Club Deportivo Necaxa. En cuanto a partidos clásicos, FC Motagua derrotó a Marathón 1-0, el 30 de enero. Luego, el 6 de febrero, en el Clásico del fútbol hondureño, FC Motagua triunfó por dos goles a uno ante Olimpia. El 20 de marzo, en el Estadio Yankel Rosenthal, FC Motagua volvió a derrotar por la mínima a Marathón. El Real España fue el único clásico rival equipo que el FC Motagua no pudo derrotar en las vueltas regulares. La goleada más grande obtenida por FC Motagua fue el 4-1 del 20 de abril frente a Deportes Savio.
El FC Motagua finalizó en la segunda posición de la tabla de posiciones con 31 puntos, y por detrás de Olimpia. En las semifinales, a FC Motagua le tocó enfrentar al Club Deportivo Vida, perdiendo el primer partido por 1-0 en el Estadio Ceibeño. Sin embargo, en el juego de vuelta, que se disputó el sábado 30 de abril en el Estadio Nacional de Tegucigalpa, FC Motagua logró ganar el partido con un épico gol del colombiano Mauricio Copete a los últimos segundos de aquel histórico partido.
En la final, FC Motagua tuvo que enfrentarse a su máximo rival, Olimpia. Ambos partidos —como es de costumbre— se disputaron en el Estadio Nacional de Tegucigalpa. En el primer juego, el cuadro «azul» ejerció como local, y dicho cotejo finalizó empatado a dos goles; los goleadores del FC Motagua fueron Amado Guevara y Jerry Bengtson. Sin embargo, la historia no terminaría allí, pues en el partido de vuelta, FC Motagua dominó al «león» los 90 minutos. El primer gol del FC Motagua llegó tras un potentísimo disparo del guatemalteco Guillermo Ramírez, el cual Noel Valladares no pudo contener y soltó la pelota en el área, y Jerry Bengtson la mandó al fondo de la red. El segundo gol azul llegó por intermedio de Amado Guevara, quien con un potentísimo disparo que fue desviado por el defensor Juan Carlos García, venció la meta de Noel Valladares, poniendo los cartones a favor del FC Motagua. Finalmente el último gol que puso el partido 3-1 y que le dio el título 12 al FC Motagua, llegó por medio de un penal lanzado por Jerry Bengtson.

#### La era Diego Vázquez: Los dos bicampeonatos y la hegemonía «azul profundo»

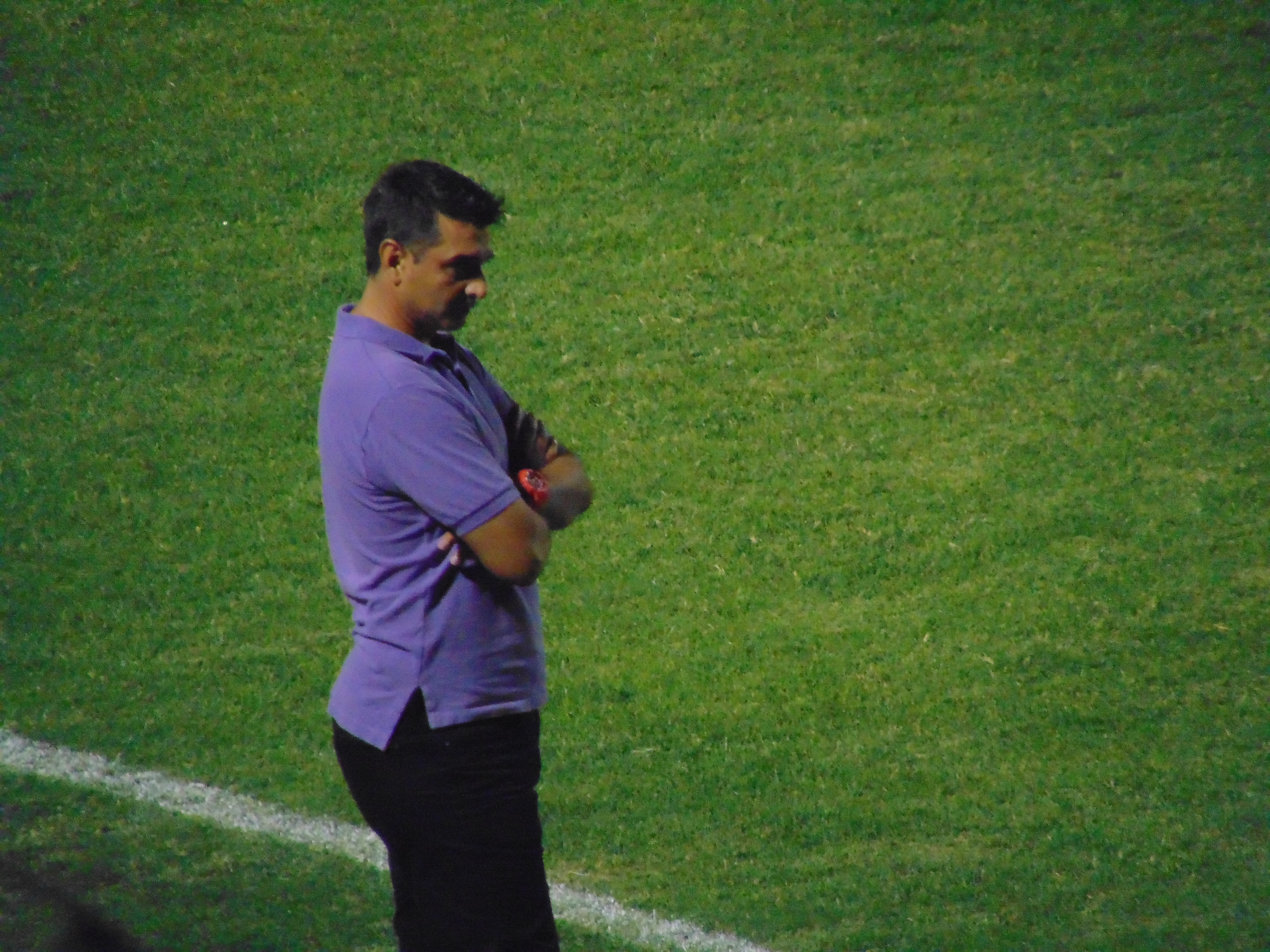
El argentino Diego Vázquez es la persona más ganadora en la historia de Motagua (12 títulos en total) y uno de los mayores referentes históricos en el motagüismo.

El FC Motagua debutó en el Apertura 2014 el domingo 3 de agosto, y lo hizo visitando en Tocoa a Club Deportivo Real Sociedad. Ese partido terminó con empate de un gol. Luego se enfrentó en casa a Honduras Progreso y Platense, a los cuales derrotó respectivamente por 4-1 y 2-0.
El primer clásico del torneo fue ante Real España y se disputó el 24 de agosto de 2014 en San Pedro Sula. Aquella catastrófica tarde, FC Motagua salió goleado por 5 goles a 0. La siguiente jornada también fue muy mala, ya que se perdió el Superclásico ante Olimpia por 4 goles a 1. Estas dos vergonzosas derrotas encenderían las alarmas en el cuadro azul. En la jornada 7, en otro clásico, FC Motagua perdió nuevamente, por 0-1 ante el Marathón.
En la segunda vuelta del Torneo, el cuadro azul tuvo un notorio ascenso y logró cobrarle la goleada de 5-0 a Real España, obteniendo el mismo resultado en Tegucigalpa. También derrotó a CD Olimpia, pero ante Marathón volvió a perder. FC Motagua finalizó el torneo en la tercera posición de la Tabla con 28 puntos.
En el primer juego de liguilla, correspondiente a los cuartos de final, FC Motagua superó a Platense con dos victorias de 2-1 (global 4-2). En las semifinales se derrotó a Olimpia con una victoria 1-0 y un empate 1-1 (global de 2-1). Finalmente, FC Motagua enfrentó a Real Sociedad en lo que fue la Gran Final del Torneo. El primer partido terminó con un fatídico empate de 0-0 en la ciudad de Tocoa. Sin embargo, en el juego de vuelta, ante unos 35,000 aficionados azules, FC Motagua derrotó a Real Sociedad por 2-1 (anotaciones de Carlos Discua y Rubilio Castillo). Esto significó para FC Motagua la ansiada copa número 13.
El FC Motagua debutó en el Torneo Apertura 2016 el 31 de julio en un juego como visitante ante el Honduras Progreso, mismo que finalizó con victoria «azul» de 2 a 0. Los anotadores por FC Motagua fueron Reinieri Mayorquín (minuto 51) y Carlos «Chino» Discua (minuto 59). 
Durante la siguiente jornada, recibiendo en casa a Real Sociedad el 7 de agosto, FC Motagua jugó el primer partido en condición de local del torneo. Las «águilas azules», con anotaciones de Juan Pablo Montes (minuto 9) y Marco Tulio Vega (minuto 40), se llevaron el triunfo nuevamente con un resultado de 2 a 0. 
FC Motagua disputó, en la cuarta jornada del torneo, su primer clásico recibiendo en casa a Marathón el 14 de agosto. El «azul profundo», a través de un hat-trick logrado por Rubilio Castillo (minuto 14, 57 y 90+3), le pasó por encima al «monstruo verde». 
En la final, FC Motagua se enfrentó a Platense. Durante el juego de ida, disputado en el Estadio Nacional, los «azules» lograron un triunfo de 1-0 con anotación del argentino Santiago Vergara. Todo quedó para la vuelta. En ese partido, el resultado fue un empate de 1-1, que, con la victoria en la ida sumó un global de 2-1 que le dio el título al FC Motagua.
Después de acabar segundo en las vueltas regulares en el Clausura 2017, FC Motagua clasificaría a la semifinal de manera directa donde enfrentó al Real España donde el «ciclón» le ganaría 1-2 en la ida y empataría 2-2 en la vuelta para un global de 4-3. Mientras tanto, el Honduras Progreso eliminó al Olimpia de la final; gracias a esto, el equipo progreseño se sintió confiado por eliminar a un grande, pero no pasó lo mismo con otro grande.
En la ida, jugada en El Progreso, el jugador Franklyn Morales abriría el marcador al minuto 24 para los locales, sin embargo, Marco Tulio Vega aprovechó un descuido del portero para anotar en el minuto 31 así empatar el partido. En el segundo tiempo, Erick Andino pondría en ventaja a los azules al 63, Carlos Discua marcaría el 1-3 al minuto 69 y Vega sellaría el resultado al 90+4 con un 1-4.
En la vuelta disputada en el Estadio Nacional, Erick Andino marcaría un doblete en los minutos 19 y 49 poniendo el marcador 2-0 y Carlos Discua marcaría el 3-0 en el minuto 74 sentenciando el partido y el marcador global 7-1, siendo el más abultado en la historia de las finales de la liga nacional, con esto FC Motagua no solo lograría su decimoquinto título, sino también su tercer bicampeonato y el tercer título obtenido bajo la dirección técnica del argentino Diego Martín Vásquez.
FC Motagua disputaría la Supercopa al ser el bicampeón de la temporada 2016-2017 y se enfrentaría al Marathón que había sido campeón de Copa. El «Ciclón Azul» abriría el marcador con gol de Erick Andino al 66', lo que sería el 1-0, después anotaría Félix Crisanto  al 76' y pondría el resultado 2-0, por el equipo Verdolaga anotaría Júnior Lacayo al 83' sellando el resultado 2-1 a favor de FMotagua que logró el título de supercopa de Honduras.
En el Apertura 2018, después de haber perdido dos finales seguidas, el equipo «azul profundo» buscaría lograr el ansiado título que se le había escapado los dos torneos anteriores. En esta edición, FC Motagua sería el equipo con mejor desempeño de la Liga Nacional al ser el equipo más ganador y el que menos goles recibió logrando el primer puesto en las vueltas regulares, siendo la primera vez que ocurría desde que Diego Martín Vázquez empezó a dirigir al FC Motagua. El equipo llegó directamente a semifinales donde enfrentó al Platense, el cual días antes se había coronado campeón de Copa. El primer partido se disputó en el Estadio Excelsior de Puerto Cortés y fue ganado por el «ciclón azul» gracias a una anotación de Kevin López al 49' y el partido terminó 0-1. En la vuelta, FC Motagua ganó con goles de Kevin López al 30', Denil Maldonado al 48' y Wilmer Crisanto al 84' y descontó por Platense el colombiano ex de Motagua, Luis Gabriel Castro, finalizando el partido 3-1. Con un marcador global de 4-1, el FC Motagua lograría su pase a la gran final del torneo por quinta vez consecutiva y la octava en la época de Diego Vásquez, convirtiendo al director técnico argentino en el único entrenador que ha disputado cinco finales seguidas en la historia de la Liga Nacional. 
Las águilas azules se medirían ante Olimpia, siendo la octava vez en que ambos equipos disputan la gran final. El primer partido, FC Motagua daría el golpe ganando 2-0 con goles de Rubilio Castillo al 64' y del paraguayo Roberto Moreira al 71', el equipo merengue se excusaría alegando la dudosa expulsión de Jonathan Paz y acusando al árbitro Héctor Rodríguez de haber favorecido a su rival, curiosamente el FC Motagua exigió a la liga de para qué dicho árbitro no estuviera en la final, sin embargo, estas peticiones fueron denegadas, pero después del partido de vuelta el Olimpia también interpuso una petición a las autoridades de la Liga Nacional para que cambiarán a Héctor Rodríguez para el partido de vuelta, y estas quejas si fueron escuchadas al poner a Melvin Matamoros. En el partido de vuelta, el equipo «merengue» iba con todo al ataque motivado por el cambio de árbitro y por el deceso de su histórico presidente, Rafael Ferrari, quien había fallecido unos días antes. El FC Motagua logró repeler el ataque de los leones, hasta el minuto 78 donde el equipo «albo» lograría el 0-1, pero eso no le bastó al Olimpia, porque FC Motagua ganaría la final en un marcador global de 2-1, manteniendo así su paternidad frente a los «albos» en finales siendo la sexta vez que ganaban en 8 series disputadas.
El argentino Diego Martín Vázquez lograría su cuarto título de liga y su quinto título con el FC Motagua empatando con Ramón Maradiaga como el entrenador más laureado en la historia del club.

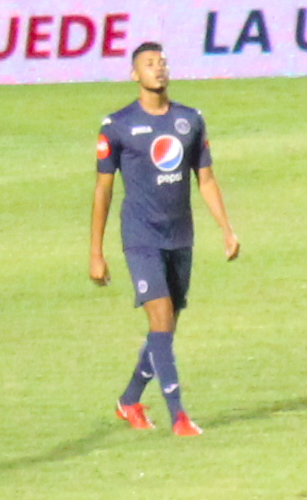
Marcelo Pereira le dio la gloria al cuadro «azul profundo» con dos de los tres goles anotados por Motagua en la final del Torneo Clausura 2019.

Luego de terminar en tercer lugar en la fase regular del torneo Clausura 2018, el FC Motagua se enfrentaría al Platense en el juego de repechaje para las semifinales. En el partido de ida, disputado en el Estadio Excelsior de Puerto Cortés, el encuentro terminaría con un empate de cero goles, luego en el partido de vuelta en el Estadio Nacional, el FC Motagua ganaría el encuentro con un triplete del paraguayo Roberto Moreira, quedando con un resultado global de 3 a 0 a favor del FC Motagua y clasificándolo a la semifinal del torneo donde debería enfrentar al Marathón quien había finalizado en segundo lugar de la fase regular del torneo.
En el primer partido como local, el FC Motagua ganaría 2 goles a 0, con goles del argentino Matías Galvaliz y Kevin López tomando tranquilidad el club para afrontar el partido de vuelta con una favorable ventaja. En el partido de vuelta, en el Estadio Yankel Rosenthal, el Marathon anotaría dos goles en el primer tiempo, un doblete del colombiano Yustin Arboleda que pondría el marcador global en empate en un estadio donde solo se le permitió la entrada a los aficionados locales para crear un ambiente favorable para el equipo «verde», pero FC Motagua a los primeros minutos del segundo tiempo, con una anotación del argentino Marcelo Luciano Estigarribia al minuto 47 marcaría el 2 a 1 (2 - 3) y Juan Pablo Montes al minuto 73 anotaría el empate del partido 2 a 2, finalizando el encuentro con un global de 2 a 4 a favor del FC Motagua y clasificándolo a su sexta final consecutiva en la cual se enfrentaría nuevamente al Olimpia como en la final anterior, la cual había ganado el FC Motagua. 
En el primer partido, teniendo como equipo de casa al FC Motagua; siendo esta la primera vez que una mujer arbitrara el partido de final del futbol hondureño, Melissa Pastrana. Apenas iniciando el partido, en una falta de tiro libre Alejandro Reyes puso un centro el cual recibió con un cabezazo el jugador Ever Alvarado anotando el 0 - 1 a favor del Olimpia. Luego, al minuto 18 del partido casi en una jugada similar al gol del Olimpia, de un tiro libre el argentino Matías Galvaliz puso un centro que recibió Marcelo Pereira con la cara anotando el empate del partido y este mismo jugador al minuto 22 del partido anotaría el 2 a 1 luego de que en un tiro de esquina el balón quedara para que el jugador con la derecha anotará su doblete para tener al FC Motagua arriba del marcador. Durante el partido la Árbitro Melissa Pastrana marcaría un penal a favor del Olimpia, el cual ejecutó Jerry Bengtson y con una gran atajada del arquero del FC Motagua, Jonathan Rougier, quien salvaría su meta para mantener a su equipo ganando. En los minutos finales del partido, al 90 en una buena carrera Bengtson puso un centro el cual desafortunadamente anotaría un autogol el jugador que había puesto a ganar al FC Motagua, Pereira, terminando el partido 2 a 2 con una mala sensación para el FC Motagua luego de haber hecho una gran actuación para tener el título más cerca. Ya en el segundo partido, al minuto 18 el guaraní Roberto Moreira anotaría el gol para adelantar al FC Motagua, marcador que permaneció  durante los minutos restantes del partido y terminando con un global de 3 a 2 a favor del FC Motagua y así proclamándose como campeón del Torneo Clausura 2019 obteniendo su título número 17 y su cuarto Bicampeonato en su historia. Además de representar el segundo bicampeonato en la era de Diego Vásquez como DT de los «azules».

## Símbolos

### Escudo

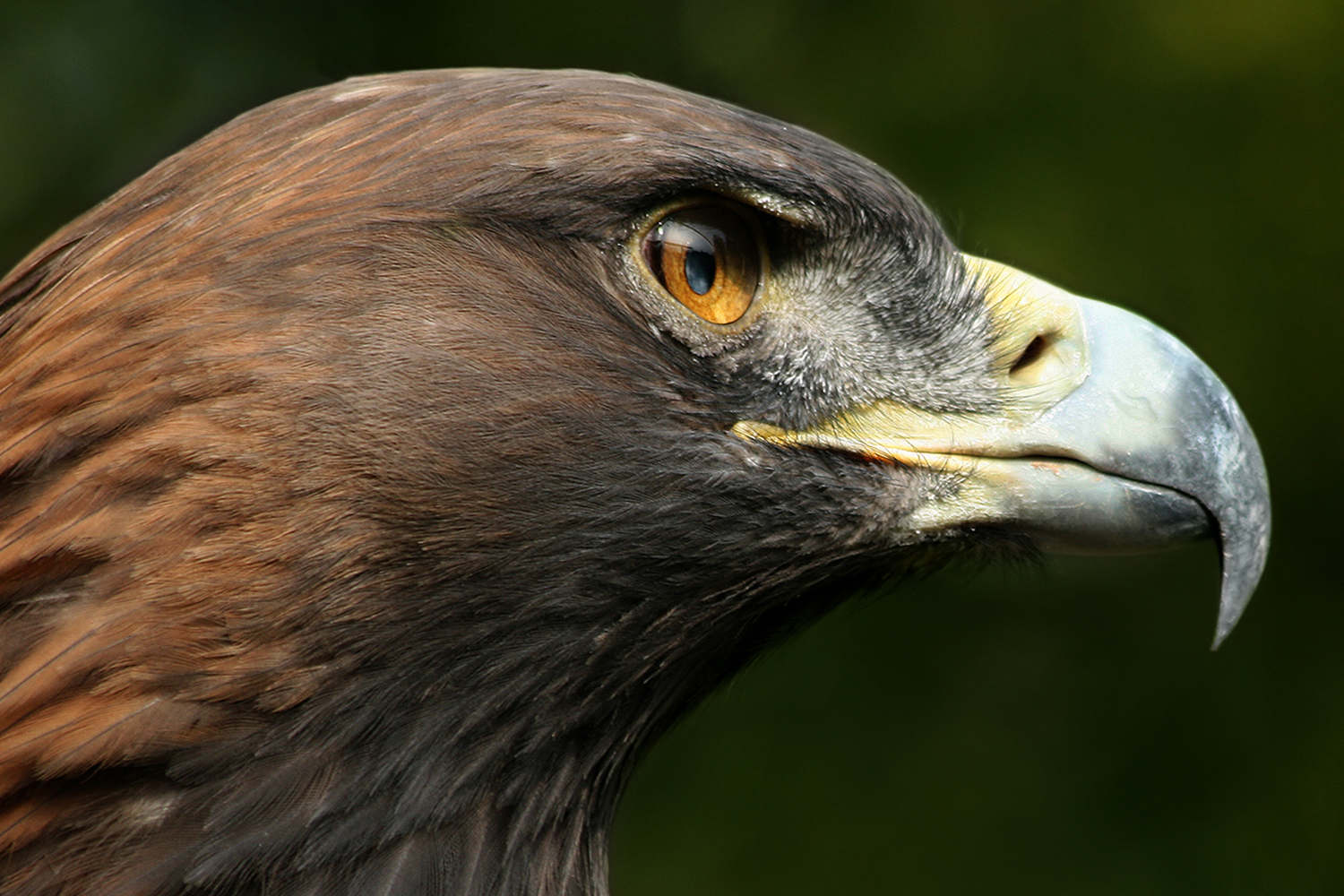
Con el paso de los años, el águila ha servido como inspiración en la mayoría de los escudos diseñados por el club.

Históricamente, el escudo del FC Motagua ha sufrido diversas modificaciones. El primero del que se tienen registros constaba de una letra M de color blanco con un fondo de color azul marino y el cual fue utilizado desde inicios de la década de 1930 hasta finales de la década de 1970. 
A partir de la década de 1980, el FC Motagua comenzó a utilizar como escudo un águila que está encima de un balón de fútbol. Posteriormente, a esta figura se le añadió la leyenda «Club Motagua» y una figura redonda de color azul marino como fondo. 
No obstante, durante la década de 1990 se empezó a popularizar otro escudo en las camisetas del club, el cual era la cara de un águila mirando hacia la izquierda y con la leyenda «Motagua» en la parte inferior. En años posteriores, se lanzó un escudo bastante similar pero con la cara del águila mirando hacia la derecha y con la leyenda «C.D. Motagua». 
En 2008, se lanzó un escudo conmemorativo al 80 aniversario del club, el cual volvía a incluir la letra M solitaria, pero en color dorado y con la inclusión de 12 estrellas (que representaba los 12 títulos conseguidos por el club hasta ese momento). Dos años después, en 2010, se retomó el escudo de la cara del águila mirando hacia la derecha. 
Sin embargo, en 2013 se volvió a usar el escudo creado en los 80's pero con un fondo dorado y no azul marino. Finalmente, en 2016, la directiva presentó ante medios de comunicación su nuevo escudo, el cual está basado en el diseño habitual pero con la leyenda de «Motagua» en la parte superior y de «Honduras» en la parte inferior.

### Mascota
El Águila representa al equipo desde ya hace mucho tiempo, aunque al equipo también se le ha dado el apelativo de Ciclón.

### Himno
El himno del FC Motagua fue publicado en el sitio web oficial del club el 18 de septiembre de 2013 y lleva por nombre «Mi Corazón». La pieza cuenta con nueve estrofas y, en cuanto a la producción, se mencionó que la misma tardó alrededor de cuatro meses; tanto la letra como la música estuvieron a cargo del cantautor Luis Bustillo.

Himno del Fútbol Club Motagua

| I Un 29 de agosto de 1928, la capital a la espera, del nacimiento de nuestro campeón, su nombre es el Motagua, equipo mimado del pueblo, una afición con orgullo, siempre abrazando al amado ciclón. II Motagua, Motagua, mi corazón sólo late por vos,' Motagua, Motagua, sos mi orgullo, mi alma y pasión. III Motagüense seré hasta la muerte, y mi grito fuerte lo lanzo por vos, Motagua, Motagua, Motagua mi amado ciclón. IV Camisa azul, con orgullo, hoy visto para apoyarte, eres parte de mi vida, la historia que escribo de mi gran campeón. V Mi águila azul alza el vuelo, con fuerza, honor y coraje, vamos, Motagua querido, que aquí te abraza tu gran afición. | VI Motagua, Motagua, mi corazón sólo late por vos, Motagua, Motagua, sos mi orgullo, mi alma y pasión. VII Motagüense seré hasta la muerte, y mi grito fuerte lo lanzo por vos, Motagua, Motagua, Motagua, mi amado ciclón. VIII Motagua, Motagua, mi corazón sólo late por vos, Motagua, Motagua, sos mi orgullo, mi alma y pasión. IX Motagüense seré hasta la muerte, y mi grito fuerte lo lanzo por vos, Motagua, Motagua, Motagua, mi amado ciclón. |

- Descargar el himno de Motagua (MP3)

## Uniforme
- Históricamente el uniforme de FC Motagua ha llevado el color azul profundo.
- Desde la temporada 1999-2000, la marca española Joma se ha encargado del diseño de los uniformes del club.
- Durante los últimos años el uniforme alternativo ha sido de color azul celeste.
- Desde 2010 hasta 2012, FC Motagua apoyó la Fundación Hondureña contra el Cáncer de Mama, por lo que durante esos años, el tercer uniforme fue de color rosado.
- En 2019 se retomó el apoyo a la Fundación Hondureña contra el Cáncer de Mama.

### Indumentaria y patrocinadores
| Período   | Proveedor |
| --------- | --------- |
| 1996      | Umbro     |
| 1997–1999 | Aba Sport |
| 1999–     | Joma      |

| Período   | Patrocinador     |
| --------- | ---------------- |
| 1987–1989 | Pepsi            |
| 1990–1992 | Castillo Galo    |
| 1992–1993 | TACA Airlines    |
| 1993–1994 | Esso             |
| 1994–1996 | Banco Ficohsa    |
| 1997–2000 | Pepsi            |
| 2001      | Cerveza Imperial |
| 2002–     | Pepsi            |

| Período   | Patrocinador   |
| --------- | -------------- |
| 1997–1999 | Fujifilm Mazda |
| 1999–2005 | Diunsa         |
| 2005–2008 | Chevrolet      |
| 2008–2009 | Infarma        |
| 2009–2011 | Tigo           |
| 2013–2014 | Volkswagen     |
| 2014–2015 | TiGris         |
| 2015–     | Claro          |

| Período   | Patrocinador |
| --------- | ------------ |
| 2007–2009 | Claro        |
| 2007–2011 | Gatorade     |
| 2009–2012 | FedEx        |
| 2011–2014 | Alinter      |
| 2013–2014 | BetCris      |
| 2014–2015 | Kia          |
| 2015–2018 | Gatorade     |
| 2016–     | Diunsa       |

## Instalaciones

### Estadio
Artículo principal: Estadio Nacional
El Estadio Nacional "Chelato Uclés" es la casa oficial del FC Motagua. Este recinto deportivo está ubicado en el barrio Morazán de Tegucigalpa. Su capacidad es de unos 35.000 aficionados. Es de una estructura circular, la cual se divide en cuatro localidades: sector popular (sol), sector preferencial (sombra), sector de silla, y los sectores de palcos, así como las cabinas de transmisión. El ente gubernamental encargado del estadio es la Comisión Nacional Pro Instalaciones Deportivas (CONAPID). Estos se encargan del mantenimiento diario, así como de las remodelaciones.
El estadio fue construido durante el mandato del presidente Tiburcio Carías Andino, y se inauguró el 15 de marzo de 1948 con un encuentro de béisbol entre las escuadras de Honduras y la república de Cuba. Luego se llevó a cabo un partido de fútbol; dentro del marco de un torneo cuadrangular que incluía a las selecciones nacionales de Honduras, Guatemala, Costa Rica y Panamá.
El evento más importante llevado a cabo en este escenario, fue la celebración de la eliminatoria Hexagonal de la CONCACAF valedera por la Copa Mundial de España 1982. En esa importante justa premundialista, las selecciones de fútbol de Honduras y El Salvador se clasificaron a ese máximo evento mundialista. Además, fue en este estadio, donde el FC Motagua logró su primer y único título a nivel internacional, mas específicamente en el partido de vuelta de la Gran Final de la Copa Interclubes de la UNCAF 2007 al vencer a Deportivo Saprissa por 1-0 (global 2-1) ante 32.000 espectadores el 5 de diciembre del 2007.

### Complejo Deportivo
La sede principal del FC Motagua es el Complejo Deportivo Pedro Atala Simón que está ubicado en el Valle de Amarateca, en el Departamento de Francisco Morazán, a unos 25 kilómetros al noroeste de Tegucigalpa. Este centro de alto rendimiento cuenta con dos canchas de entrenamiento, estacionamientos, oficinas administrativas, sala de prensa, gimnasio, comedor, así como un área de piscina destinada a crioterapia y otra área de sauna. 
En cuanto a las reservas, FC Motagua también cuenta con una sede para los juveniles. Esta sede incluye un hotel para albergar a los jugadores provenientes de otras ciudades, o bien, del interior del país, un gimnasio y una pequeña cancha de césped sintético; su ubicación se encuentra en la Colonia Humuya de Tegucigalpa.

## Rivalidades

### Clásico del fútbol hondureño
El Clásico Capitalino es como se conoce popularmente al encuentro de fútbol que enfrenta a los dos equipos más populares y exitosos del país: el Motagua y el Olimpia, los dos de la ciudad de Tegucigalpa. A su vez, es uno de los clásicos más disparejos del mundo en cuanto a títulos (Olimpia)34 (Motagua)17
Estos dos equipos de la Liga Nacional de Fútbol de Honduras son los más frecuentes ganadores del campeonato, y su rivalidad es la más importante en el país. Olimpia es el equipo más laureado del país, utiliza un uniforme blanco, con reflejos azules y rojos. Su mascota es un león. Olimpia es el equipo más antiguo en la actual liga y posee la mayor cantidad de títulos de campeonato con 31 en total.
Motagua viste un uniforme azul marino. Es casi tan antiguo como el Olimpia fundado en el año de 1928. Su mascota es un águila. Motagua tiene 17 títulos, la segunda mayor cantidad de títulos de campeonato y segundo más popular del país solo por detrás del Olimpia.
Es por mucho el partido más importante del fútbol hondureño, el clásico o el superclásico hondureño se juega regularmente de 4 a 6 veces al año acaparando la atención entre todos los hondureños. Olimpia gana ampliamente la serie particular entre los dos gigantes del balompié catracho, pero en las finales y fases decisivas Motagua tiene una paternidad muy marcada ante el cuadro blanco.
Este es uno de los clásicos más importantes y más vistosos de Centroamérica. La rivalidad es también muy marcada en las graderías donde las dos barras bravas, la Ultra fiel del Olimpia y Los Revolucionarios del Motagua dejan un espectáculo a la vista aunque también en sus enfrentamientos en las calles, barrios y en el estadio ha dejado saldo de heridos y muertos.

#### Historial en los superclásicos
- Actualizado hasta el 1 de abril de 2023, Motagua 1:3 Olimpia.[64]

| Rival   | PJ  | PG | PE  | PP  | GF  | GC  | DIF |
| ------- | --- | -- | --- | --- | --- | --- | --- |
| Olimpia | 266 | 59 | 105 | 102 | 216 | 293 | -77 |
| Total   | 266 | 59 | 105 | 102 | 216 | 293 | -77 |

| Leyenda: | PJ: partidos jugados | PG: partidos ganados | PP: partidos perdidos | PE: partidos empatados | GF: goles a favor | GC: goles en contra | DIF: diferencia de goles |

### Los demás clásicos
Un juego clásico es el que enfrenta a dos clubes con cantidad de títulos similar, historia y rivalidad. En ese sentido, además del clásico contra Olimpia, Motagua mantiene rivalidades históricas con los dos clubes sampedranos (Marathón, con quien disputa el denominado «clásico de las M's», y Real España, club con el cual engalanan el denominado —de manera no oficial— «clásico del buen fútbol»). En ambas rivalidades, Motagua mantiene una superioridad en las estadísticas. 

#### Historial en los demás clásicos
- Actualizado hasta el 7 de mayo de 2023, Marathón 0:0 Motagua, y hasta el 4 de marzo de 2023, Real España 0:3 Motagua.[64]

| Rival       | PJ  | PG  | PE  | PP  | GF  | GC  | DIF |
| ----------- | --- | --- | --- | --- | --- | --- | --- |
| Marathón    | 235 | 93  | 72  | 71  | 312 | 280 | +32 |
| Real España | 247 | 89  | 76  | 82  | 277 | 267 | +10 |
| Total       | 482 | 182 | 148 | 153 | 589 | 547 | +42 |

| Leyenda: | PJ: partidos jugados | PG: partidos ganados | PP: partidos perdidos | PE: partidos empatados | GF: goles a favor | GC: goles en contra | DIF: diferencia de goles |

## Jugadores

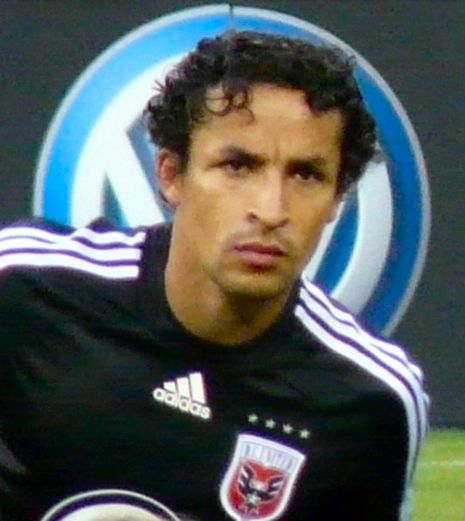
Iván Guerrero, quien consiguió seis títulos y disputó 226 partidos con el club, es uno de los grandes ídolos motagüenses.

A lo largo de la historia, una gran cantidad de jugadores han pasado por las filas de Motagua, siendo hondureños la mayoría. De sus divisiones menores —reservas— han surgido jugadores que después jugaron y destacaron en la Selección de Honduras, tales como Ramón Maradiaga, Héctor Zelaya, David Bueso, José Luis Cruz, César Obando, Óscar Lagos, Amado Guevara, Ninrod Medina, Júnior Izaguirre, Jairo Martínez, Iván Guerrero, Noel Valladares, Emilio Izaguirre, Johnny Leverón y Henry Figueroa entre otros.
Motagua es uno de los diez clubes donde jugó Amado Guevara —Mejor jugador de América en 2001 y único jugador no sudamericano en la historia que fue considerado el mejor del continente—, quien es conocido como «Lobo Querido» entre la afición motagüense y considerado su máximo ídolo. Es importante destacar que Guevara, quien comenzó su carrera profesional en Motagua, fue capitán de la Selección de Honduras en el Mundial de Sudáfrica 2010.
En cuanto a selecciones nacionales, Motagua es el club hondureño que más jugadores ha aportado a la Selección de Honduras en Copas del Mundo —once en total— y Copas América —seis en total—, y el segundo que más lo ha hecho en Copas de Oro —cuarenta y uno en total—.
El máximo goleador en la historia de Motagua es Rubilio Castillo —con 99 goles— quien ha tenido, hasta el momento, tres pasos por el club. El primero, entre 2014 y 2015; el segundo, entre 2016 y 2018; y el tercero, en 2020. El récord de máximo anotador o goleador lo había ostentado Antonio Obando durante treinta y dos años, siendo relegado en 2018 al segundo puesto en el podio. En cuanto a jugadores con más partidos disputados con el club, Júnior Izaguirre —364 en total— se lleva el primer lugar de la lista. Izaguirre es, además, el segundo jugador con más partidos jugados en la historia de la Liga Nacional de Honduras —508 en total—. El primero de ese listado, Leonardo Isaula —511 en total—, también tuvo un resaltable paso por la institución.
Otros que se consideran destacados dentro de la historia motagüense son Omar Elvir, Marlon Licona y Milton Reyes, ello por ser los jugadores que más títulos han conseguido en Motagua. En el caso del «Jocón» —como se le conoce popularmente— ganó la Liga Nacional en las siguientes ediciones: Torneo Apertura 1997, Torneo Clausura 1998, Torneo Apertura 1999, Torneo Clausura 2000, Torneo Apertura 2001, Torneo Apertura 2006 y Torneo Clausura 2011. Además, fue parte del primer título internacional alcanzado por el club: Copa Interclubes 2007.
Un total de 130 jugadores extranjeros han representado los colores de Motagua desde el comienzo del profesionalismo, entre los cuales destacan el brasileño Roberto Abrussezze —campeón de goleo en 1969—, el nicaragüense Roger Mayorga —miembro del Salón de la Fama del Deporte Nicaragüense y considerado Atleta del siglo XX en el fútbol nicaragüense—, el chileno Mario Yubini —campeón de goleo en 1977—, el brasileño Denilson Costa —campeón de goleo en 1996—, el argentino Diego Vásquez —jugador extranjero con más títulos conseguidos en el club—, el brasileño Jocimar Nascimento —autor del gol que le dio el primer título internacional a Motagua en su historia— y el paraguayo Roberto Moreira —jugador extranjero con mayor cantidad de goles—. No obstante, la lista de jugadores extranjeros que tuvieron una importante trayectoria en el club es amplia.
| Más participaciones | Más participaciones | Más participaciones | Máximos goleadores | Máximos goleadores | Máximos goleadores |
| ------------------- | ------------------- | ------------------- | ------------------ | ------------------ | ------------------ |
| 1.                  | Júnior Izaguirre    | 364 partidos        | 1.                 | Rubilio Castillo   | 99 goles           |
| 2.                  | Omar Elvir          | 335 partidos        | 2.                 | Antonio Obando     | 77 goles           |
| 3.                  | Antonio Obando      | 300 partidos        | 3.                 | Amado Guevara      | 71 goles           |
| 4.                  | Milton Reyes        | 284 partidos        | 4.                 | Óscar Hernández    | 66 goles           |
| 5.                  | Amado Guevara       | 279 partidos        | 5.                 | Roberto Moreira    | 63 goles           |
| 6.                  | Luis Reyes          | 275 partidos        | 6.                 | Luis Reyes         | 54 goles           |
| 7.                  | Rubén Guifarro      | 259 partidos        | 7.                 | Jairo Martínez     | 53 goles           |
| 8.                  | Juan Pablo Montes   | 258 partidos        | 8.                 | Carlos Discua      | 51 goles           |
| 9.                  | Iván Guerrero       | 226 partidos        | 9.                 | Mario Artica       | 48 goles           |
| 10.                 | Carlos Discua       | 221 partidos        | 10.                | Geovanny Castro    | 44 goles           |

Nota: En negrita los jugadores activos con el club.

### Plantilla 2025
- Los clubes hondureños están limitados a tener en su plantilla un máximo de cinco jugadores extranjeros.

### Altas Apertura 2025
| Altas            |               |                        |               |
| Jugador          | Posición      | Procedencia            | Tipo          |
| Luis Ortiz       | Portero       | C. D. Marathón         | Traspaso      |
| Luis Santamaría  | Defensa       | Juticalpa F. C.        | Traspaso      |
| Luis Meléndez    | Mediocampista | Juticalpa F. C.        | Traspaso      |
| Yoel Castillo    | Delantero     | C. D. Parrillas One    | Traspaso      |
| Jacobo Velásquez | Delantero     | C. D. Atlético Junior  | Traspaso      |
| Yostin Obando    | Delantero     | Policía Nacional F. C. | Fin de cesión |
| Wilmar Jordán    | Delantero     | Chennaiyin F. C.       | Traspaso      |
| Maicol Cabrera   | Delantero     | Rajasthan United F. C. | Traspaso      |

### Bajas Apertura 2025
| Bajas              |               |                        |                 |
| Jugador            | Posición      | Destino                | Tipo            |
| Jonathan Rougier   | Portero       | C. A. Racing           | Traspaso        |
| Alfred Jervis      | Defensa       | Juventus Roatán F. C.  | Fin de cesión   |
| Luis Vega          | Defensa       | Bandera de ?           | Fin de contrato |
| Walter Martínez    | Mediocampista | C. D. Victoria         | Traspaso        |
| Yeison Mejía       | Mediocampista | Olancho F. C.          | Traspaso        |
| Héctor Castellanos | Mediocampista | Policía Nacional F. C. | Cesión          |
| Edwin Maldonado    | Mediocampista | Policía Nacional F. C. | Cesión          |
| Yostin Obando      | Delantero     | F. C. Leones HT6       | Traspaso        |
| Diego Ledesma      | Delantero     | C. A. Central Norte    | Traspaso        |
| Rodrigo Auzmendi   | Delantero     | C. A. Banfield         | Traspaso        |

### Jugadores aportados a la selección nacional
Copa del Mundo
Motagua es el club hondureño que más jugadores ha aportado a la selección hondureña en Copas del Mundo —11 jugadores en total—. El jugador motagüense Héctor Zelaya convirtió el primer gol hondureño en una Copa del Mundo, durante la edición de España 1982. En aquella justa mundialista, la selección hondureña se nutrió con cuatro jugadores motagüenses: Ramón Maradiaga, David Bueso, Héctor Zelaya y José Luis Cruz. Veintiocho años después, la selección hondureña volvió a disputar una Copa del Mundo. Así, en la edición de Sudáfrica 2010, la selección hondureña contó con cinco jugadores motagüenses dentro de su convocatoria: Ricardo Canales, Amado Guevara, Emilio Izaguirre, Sergio Mendoza y Georgie Welcome. Durante la edición de Brasil 2014, dos jugadores motagüenses fueron convocados para representar a la selección hondureña en ese certamen: Juan Pablo Montes y Jorge Claros. 
| España 1982: - Ramón Maradiaga - David Bueso - Héctor Zelaya - José Luis Cruz | Sudáfrica 2010: - Ricardo Canales - Amado Guevara - Emilio Izaguirre - Sergio Mendoza - Georgie Welcome | Brasil 2014: - Juan Pablo Montes - Jorge Claros |

Copa de Oro
En cuanto a Copas de Oro, Motagua ha aportado jugadores en todas las ediciones en las que la selección hondureña tuvo participación, a excepción de la Copa de Oro 2003. La convocatoria para la Copa de Oro 2000 fue la que contó con más jugadores motagüenses, nueve en total: Jairo Martínez, Amado Guevara, Iván Guerrero, Reynaldo Clavasquín, Milton Reyes, Ninrod Medina, Óscar Lagos, Hugo Caballero y Juan Manuel Coello. En total, 41 jugadores motagüenses han estado presentes en las convocatorias con las que la selección hondureña ha disputado la Copa de Oro. 
| Copa de Oro 1991: - Álex Ávila Copa de Oro 1996: - Wilmer Cruz - Presley Carson Copa de Oro 1998: - Hernaín Arzú - Marlon Hernández - Jairo Martínez - Amado Guevara - Noel Valladares Copa de Oro 2000: - Iván Guerrero - Reynaldo Clavasquín - Milton Reyes - Ninrod Medina - Óscar Lagos - Hugo Caballero - Juan Manuel Coello | Copa de Oro 2005: - Júnior Izaguirre - Jorge Claros Copa de Oro 2007: - Emilio Izaguirre - Donaldo Morales Copa de Oro 2009: - David Molina - Ricardo Canales - Miguel Castillo - Georgie Welcome Copa de Oro 2011: - Johnny Leverón - Jerry Bengtson Copa de Oro 2013: - Orlin Peralta - Nery Medina | Copa de Oro 2015: - Wilmer Crisanto - Henry Figueroa - Rubilio Castillo - Erick Andino Copa de Oro 2017: - Félix Crisanto - Marcelo Pereira Copa de Oro 2019: - Denil Maldonado - Héctor Castellanos Copa de Oro 2021: - Marcelo Santos - Carlos Fernández - Juan Ángel Delgado - Marlon Licona - Diego Rodríguez - Kevin López |

Copa América

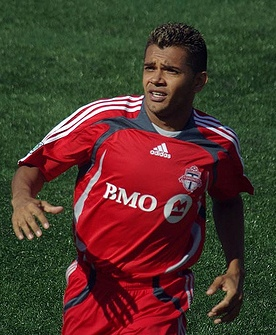
Amado Guevara, máximo ídolo en la historia del club, fue considerado por la Conmebol como el mejor jugador de América en 2001 por su destacada participación en la Copa América 2001.

La selección hondureña sólo ha disputado una edición de la Copa América, en la que participó en condición de selección invitada. Para aquella convocatoria, Motagua aportó seis jugadores: Milton Reyes, Óscar Lagos, Robel Bernárdez, Saúl Martínez, Noel Valladares y Júnior Izaguirre. De esa forma, fue el club hondureño que más jugadores aportó a la selección hondureña durante esa edición.
| Copa América 2001: - Milton Reyes - Óscar Lagos - Robel Bernárdez - Saúl Martínez - Noel Valladares - Júnior Izaguirre |

### Jugadores con mayor cantidad de títulos
- Actualizado el 29 de mayo de 2022.

| Jugador              | Títulos | Títulos                                        |
| -------------------- | ------- | ---------------------------------------------- |
| Milton Reyes         | 9       | 7 Liga Nacional 1 Supercopa 1 Copa Interclubes |
| Omar Elvir           | 8       | 7 Liga Nacional 1 Supercopa                    |
| Marlon Licona        | 8       | 7 Liga Nacional 1 Supercopa                    |
| Amado Guevara        | 8       | 5 Liga Nacional 1 Supercopa 1 Copa Interclubes |
| Jairo Martínez       | 7       | 5 Liga Nacional 1 Supercopa 1 Copa Interclubes |
| Júnior Izaguirre     | 7       | 6 Liga Nacional 1 Supercopa                    |
| Marcelo Pereira      | 7       | 6 Liga Nacional 1 Supercopa                    |
| Diego Vásquez        | 6       | 5 Liga Nacional 1 Supercopa                    |
| Mario Chirinos       | 6       | 5 Liga Nacional 1 Supercopa                    |
| Iván Guerrero        | 6       | 5 Liga Nacional 1 Supercopa                    |
| Elmer Montoya        | 6       | 5 Liga Nacional 1 Supercopa                    |
| Ninrod Medina        | 6       | 5 Liga Nacional 1 Supercopa                    |
| Juan Carlos Raudales | 6       | 5 Liga Nacional 1 Supercopa                    |
| Héctor Castellanos   | 6       | 5 Liga Nacional 1 Supercopa                    |

### Jugadores extranjeros
- Nota: En negrita los jugadores activos con el club.

| Nacionalidad | Cant. | Jugadores |
| ------------ | ----- | --- |
| Argentina    | 47    | Alberto Centurión, Oswaldo Altamirano, Gustavo Fuentes, Adrián Marini, Ariel Leyes, Diego Vázquez, Héctor Carballo, Gastón Díaz, Fernando Pasquinelli, José Pacini, Marcelo Verón, Renzo González, Miguel Farrera, Juan Moles, Roberto Rojas, Hugo Domínguez, Pablo Bocco, Néstor Holweger, Juan Pedro Yalet, Jorge Rojas, Sebastián Bini, Boris Acuña, Diego De Rosa, Guillermo Santo, Eugenio Klein, Sergio Diduch, Sebastián Portigliatti, Eduardo Sosa, Lucas Gómez, Ricardo Rosales, Santiago Vergara, Jonathan Rougier, Martín Pucheta, Germán Mayenfisch, Matías Galvaliz, Marcelo Estigarribia, Gonzalo Klusener, Diego Auzqui, Franco Olego, Lucas Baldunciel, Mauro Ortiz, Fabricio Brenner, Lucas Campana, Gaspar Triverio, Agustín Auzmendi, Rodrigo Gómez, Rodrigo Auzmendi |
| Brasil       | 32    | Roberto Abrussezze, Geraldo Batista, Linauro de Paula, Giuliano Neto, Pedro Caetano da Silva, Ado Baptista, Jurandir dos Santos, Ennos Pereira, Carneiro da Silva, Geraldo da Silva, Adilson Batista, Miguel Texeira, Rui Freitas, Paulo Oliveira, Denilson Costa, Otavio Santana, Juliano Gonçalves, Paulo César, Everildo de Souza, Charles de Oliveira, Ricardo Correia, Clayton de Oliveira, Marcio Machado de Lima, Marco da Puerto, Paco Soares, Marcelo Ferreira, Pedro Santana, Jocimar Nascimento, Diogo Fernandes, Marcelo Cabrita, Nilberto da Silva, Israel Silva |
| Uruguay      | 22    | Fernando Rinaldi, Juan Ferrera, Vicente Viera, Clemente Gouzzoni, Jorge Ramas Mendieta, Juan Carlos Contreras, Julio Tejeda, Gustavo Luca, Álvaro Izquierdo, Néstor Fernández, Jorge González, Marcelo Dapueto, Óscar Garrasino, Walter Caprile, Gonzalo Gutiérrez, Óscar Torlacoff, Guillermo Díaz, Mauricio Weber, Kerpo de León, Maximiliano Lombardi, José Pablo Varela, Sebastián Cardozo |
| Colombia     | 10    | Jeremías Asprilla, Carlos Bacca, Óscar Valencia, Santiago de Alba, Mauricio Copete, Charles Córdoba, John Jairo Palacios, Luis Gabriel Castro, Javier Estupiñán, Santiago Montoya |
| Chile        | 3     | Hernán Godoy, Alfonso Gutiérrez, Mario Hernán Yuvini Carreño |
| Costa Rica   | 3     | Jorge White, Gerardo Villalobos, Steven Bryce |
| Guatemala    | 3     | Carlos Mijangos, Julio Englenton, Guillermo Ramírez |
| Nicaragua    | 3     | Salvador Dubois, Roger Mayorga, Víctor Webster |
| Perú         | 3     | David Wendell, Marco Lobatón, Miguel Seminario |
| El Salvador  | 2     | Diego Mejía, Isidro Gutiérrez |
| Panamá       | 2     | José Justavino, Jorge Serrano |
| Paraguay     | 1     | Roberto Moreira |
| Sierra Leona | 1     | Abdul Thompson |
| Zambia       | 1     | Joseph Katongo |

## Entrenadores

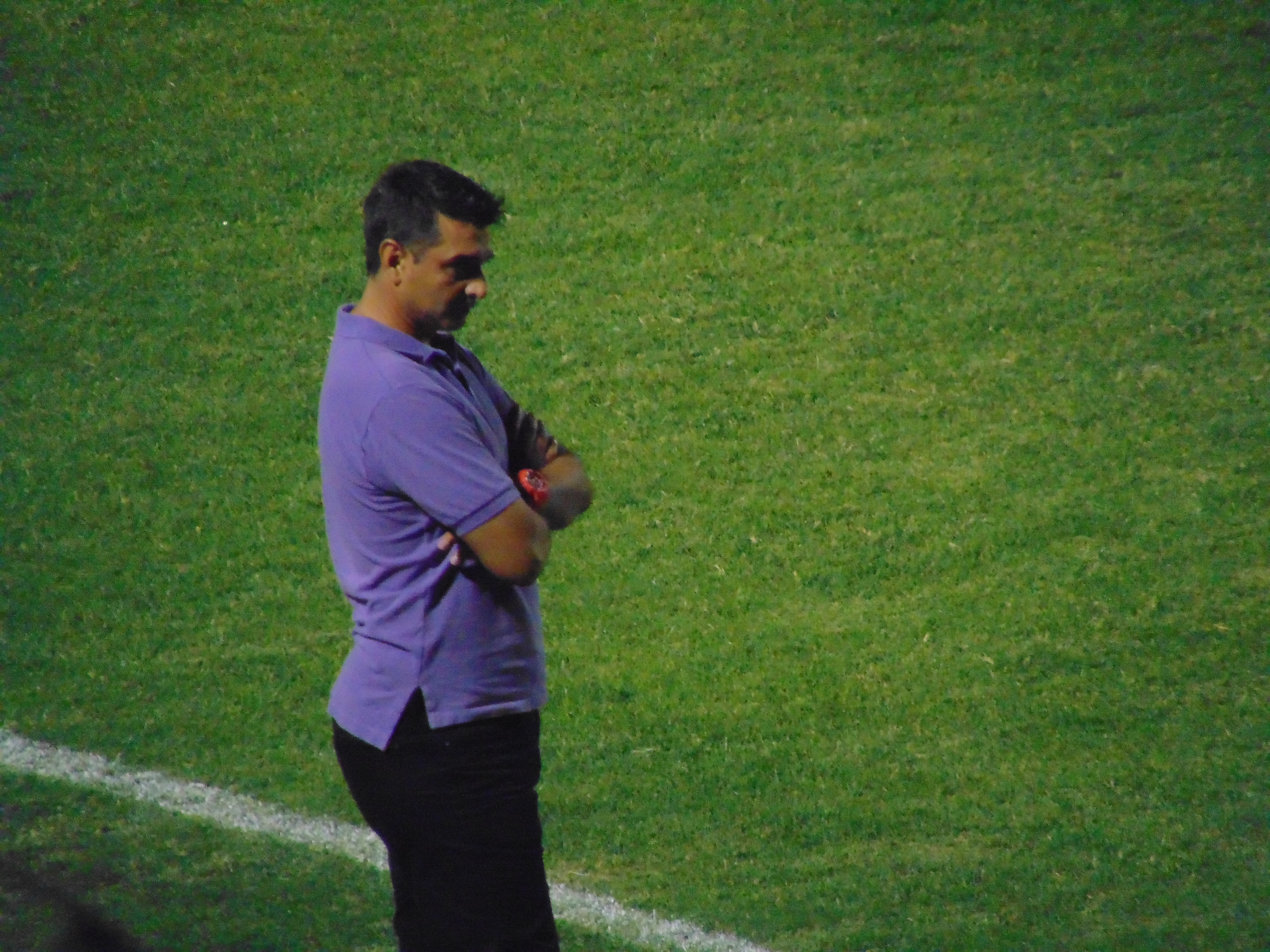
El argentino Diego Martín Vázquez, con seis títulos oficiales, es el entrenador más ganador en la historia del club. También ostenta el récord de partidos dirigidos, con 493 en total.

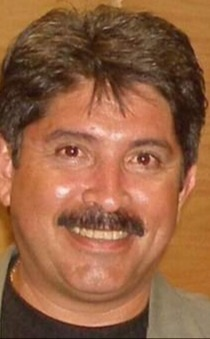
El mexicano José «Pepe» Treviño dirigió en dos etapas al club; en una de ellas consiguió un título de Liga.

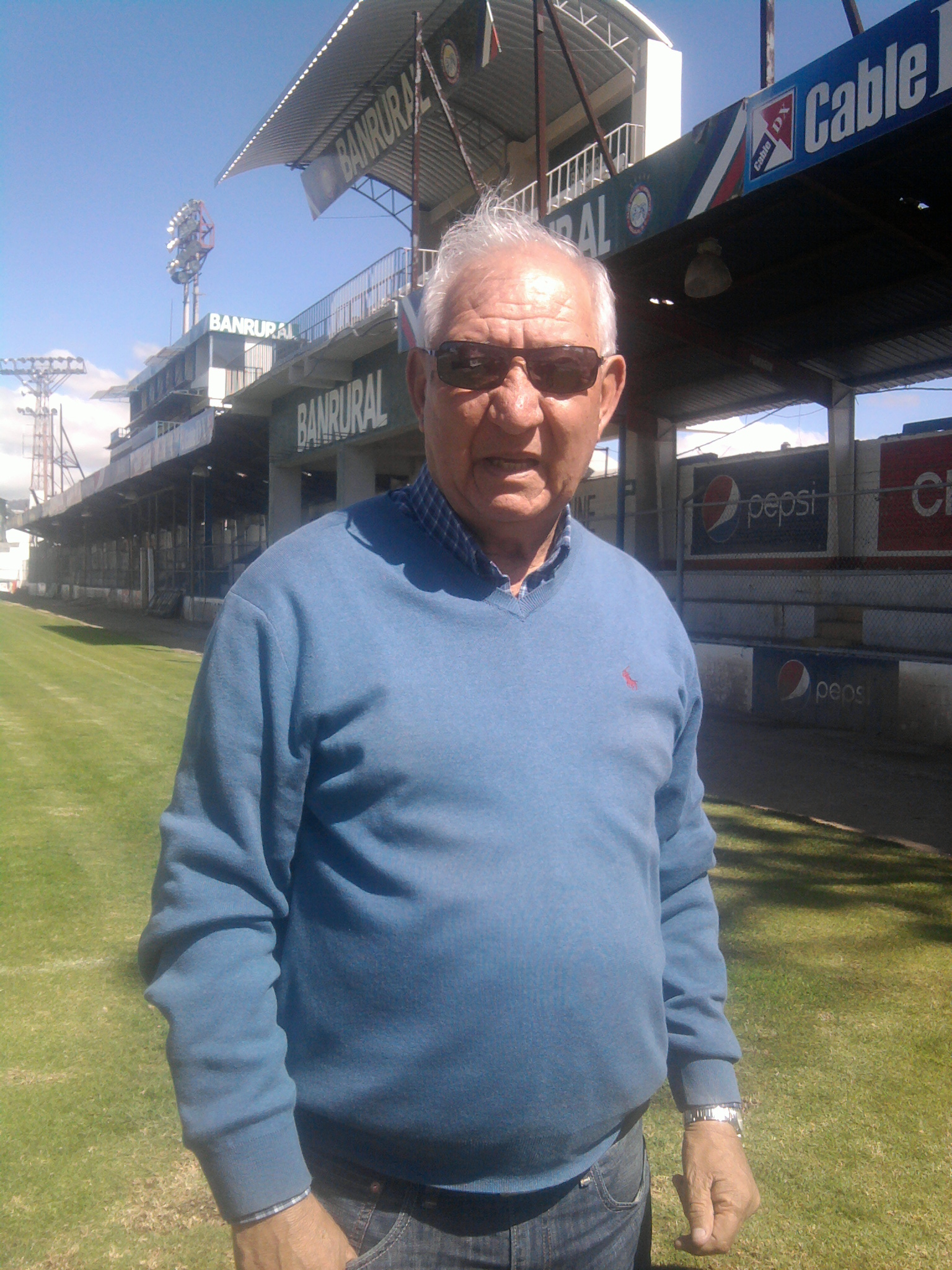
El uruguayo Carlos Jurado tuvo cuatro etapas como entrenador del club.

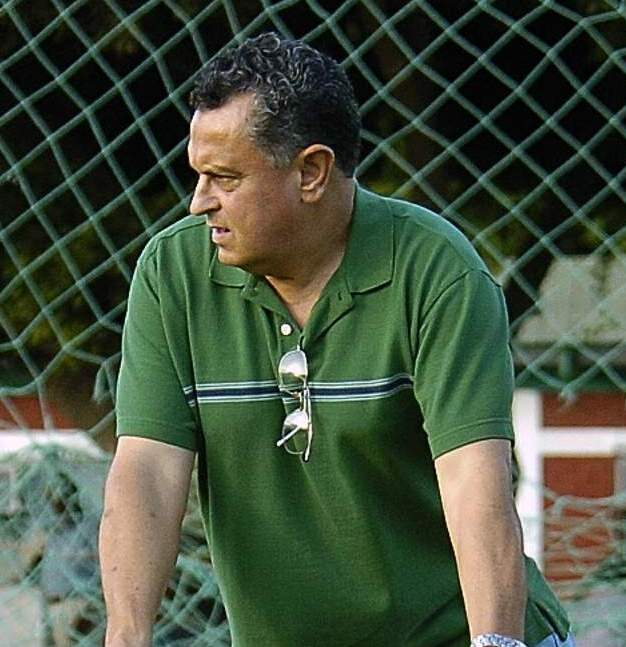
El mexicano Juan de Dios Castillo fue entrenador del club durante dos etapas.

Tanto en el amateurismo como en el profesionalismo, una gran cantidad de entrenadores han pasado por la institución. El primer entrenador que tuvo Motagua fue el hondureño Daniel Bustillo —uno de sus fundadores—, quien dirigió el primer partido del club en su historia, así como otros partidos amistosos disputados entre 1928 y 1929 —incluido el primer enfrentamiento contra Olimpia de la historia—.
El primer entrenador extranjero que tuvo Motagua fue el húngaro Moni Mizzin, quien dirigió al club durante gran parte de la década de 1930. Mizzin fue destituido en 1938 y, en su reemplazo, el también húngaro, Jacobo Kosovich, quedó designado como entrenador del club. Para el año siguiente, Motagua volvió a ser dirigido por un entrenador hondureño. En este caso, fue Lurio Martínez quien estuvo al mando del destino futbolístico de la institución. Martínez es recordado por haber implementado un fútbol técnico que le permitió al club distinguirse tanto en Honduras como en la región centroamericana durante finales de la década de 1930 e inicios de la década de 1940.
Desde el comienzo del profesionalismo, en 1965, un total de cincuenta y ocho entrenadores se han encargado de la dirección técnica del club, siendo hondureños en su mayoría. Entre todos esos entrenadores, apenas dieciocho han sido extranjeros: José Luis Mattera, Carlos Jurado, Ernesto Luzardo y Julio González —uruguayos—, Juan Colecchio, Omar Muraco, Diego Vázquez y Hernán Medina —argentinos—, José Treviño, Alejandro Domínguez y Juan de Dios Castillo —mexicanos—, Roberto Abrussezze y Flavio Ortega —brasileños—, Néstor Matamala y Germán Cornejo —chilenos—, Jaime de la Pava —colombiano—, Óscar Emigdio Benítez —salvadoreño— y Hristo Vidaković —serbio—.
El primer entrenador que llevó a Motagua a consagrarse campeón de la Liga Nacional de Honduras fue Rodolfo Godoy, en el Campeonato 1968-69. El «Popo» —como se le conocía en el ámbito futbolístico— también tuvo una destacada trayectoria como jugador del club. El segundo título nacional lo consiguió Carlos Padilla, durante el Campeonato 1970-71, quien, además, guio a Motagua a conseguir su tercera estrella en el Campeonato 1973-74. El «Zorro» —apodo de Padilla— fue el entrenador que se mantuvo por más tiempo dentro de la institución durante el siglo XX, llegando a dirigir 141 partidos entre julio de 1970 y mayo de 1975. Por otro lado, el chileno Néstor Matamala fue el primer entrenador extranjero que campeonizó con Motagua, logro conseguido en el Campeonato 1978-79.
En el Campeonato 1991-92, Ángel Rodríguez fue el entrenador encargado de poner fin a la sequía de trece años sin conseguir un título nacional por parte del club. Seis años después, durante el Torneo Clausura 1998, Ramón Maradiaga —conocido popularmente como «Primi»— alcanzó el primer bicampeonato en la historia de Motagua. Maradiaga consiguió, además, los títulos del Torneo Apertura 2006 y del Torneo Clausura 2011. Además, es el único entrenador que ha guiado a la institución a conseguir un título a nivel internacional —Copa Interclubes 2007—.
Muy pocos entrenadores extranjeros han logrado conseguir éxito con Motagua. De los dieciocho que han dirigido al club, únicamente cuatro han logrado consagrarse campeones nacionales: Néstor Matamala —chileno—, José Treviño —mexicano—, Hernán Medina y Diego Vázquez —argentinos—. Este último se ha hecho acreedor de la mayoría de los récords históricos obtenidos por un entrenador del club. Por ejemplo, es el entrenador con mayor cantidad de títulos ganados —Torneo Apertura 2014, Torneo Apertura 2016, Torneo Clausura 2017, Supercopa 2016-17, Torneo Apertura 2018, Torneo Clausura 2019 y Torneo Clausura 2024— y el que cuenta con más partidos dirigidos en la historia del club. Asimismo, es distinguido por ser el único entrenador que ganó dos bicampeonatos con el club.

### Cronología de entrenadores
Los entrenadores interinos aparecen en cursiva.
| - Ernesto Henríquez (1965–1966) - Rodolfo Godoy (1966–1967) - Juan Colecchio (1968) - Rodolfo Godoy (1969) - José de la Paz Herrera (1969–1970) - Carlos Padilla (1970–1975) - Ángel Rodríguez (1975–1976) - Hermes Romero (1977) - Omar Muraco (1977) - Néstor Matamala (1978–1979) - Rodolfo Godoy (1980) - José Luis Mattera (1981) - Carlos Padilla (1982–1983) - Óscar Nolasco (1984–1985) - Rubén Guifarro (1985–1987) - Gonzalo Zelaya (1987) - Carlos Jurado (1988–1989) - Carlos Padilla (1990) - Néstor Matamala (1990) - Carlos Jurado (1990–1991) | - Ángel Rodríguez (1991–1993) - Roberto Abrussezze (1993) - Ramón Maradiaga (1993–1995) - Carlos Jurado (1995) - Ernesto Luzardo (1996–1997) - Ramón Maradiaga (1997–1999) - Héctor Castellón (1999) - José Treviño (1999–2000) - Luis Reyes (2000) - Óscar Emigdio Benítez (2000–2001) - Óscar Salgado (2001) - Julio González (2001) - Ramón Maradiaga (2001) - Gilberto Yearwood (2001–2002) - Ramón Maradiaga (2002) - Alejandro Domínguez (2003) - Hernaín Arzú (2003) - Carlos Jurado (2004) - Hernaín Arzú (2004) - José María Durón (2004) | - Flavio Ortega (2004) - Edwin Pavón (2005) - Javier Padilla (2005) - Germán Cornejo (2005) - Ramón Maradiaga (2006–2007) - Jorge Ernesto Pineda (2008) - Reynaldo Clavasquín (2008) - Jaime de la Pava (2008–2009) - Juan de Dios Castillo (2009) - Ramón Maradiaga (2009–2011) - Luis Reyes (2011) - José Treviño (2011–2012) - Reynaldo Clavasquín (2012–2013) - Juan de Dios Castillo (2013) - Hristo Vidaković (2013) - Milton Reyes (2013) - Diego Vázquez (2014–2022) - César Obando (2022) - Hernán Medina (2022–2023) - Ninrod Medina (2023) - César Vigevani (2023) - Diego Vázquez (2023–Act) |

### Entrenadores destacados
| Entrenador        | Éxitos obtenidos en el club | Títulos |
| ----------------- | --- | ------- |
| Diego Vázquez     | Entrenador con más partidos dirigidos Entrenador con más títulos Entrenador extranjero con más títulos Campeón del Torneo Apertura 2014 Campeón del Torneo Apertura 2016 Campeón del Torneo Clausura 2017 Campeón de la Supercopa 2017 Subcampeón de la Liga Concacaf 2018 Subcampeón de la Liga Concacaf 2019 Campeón del Torneo Apertura 2018 Campeón del Torneo Clausura 2019 Subcampeón de la Liga Concacaf 2021 | 6       |
| Ramón Maradiaga   | Entrenador hondureño con más títulos Primer entrenador que ganó un título internacional Campeón del Torneo Apertura 1997 Campeón del Torneo Clausura 1998 Campeón del Torneo Apertura 2006 Campeón de Centroamérica en 2007 Campeón del Torneo Clausura 2011 | 5       |
| Carlos Padilla    | Campeón del Campeonato 1970-71 Campeón del Campeonato 1973-74 | 2       |
| José Treviño      | Campeón del Torneo Apertura 1999 | 1       |
| Rodolfo Godoy     | Primer entrenador que salió campeón de Liga Campeón del Campeonato 1968-69 | 1       |
| Néstor Matamala   | Primer entrenador extranjero que salió campeón de Liga Campeón del Campeonato 1978-79 | 1       |
| Ángel Rodríguez   | Campeón del Campeonato 1991-92 | 1       |
| Luis Reyes        | Campeón del Torneo Clausura 2000 | 1       |
| Gilberto Yearwood | Campeón del Torneo Apertura 2001 | 1       |
| Hernán Medina     | Campeón del Torneo Clausura 2022 | 1       |
| Juan Colecchio    | Campeón de la Copa de Honduras 1968 Único entrenador que campeonizó en la Copa Primer entrenador extranjero que ganó un título | 1       |

## Directivos

### Junta directiva 2019-20
La actual junta directiva está compuesta por las siguientes personas:
- Presidente: Eduardo Atala Zablah
- Vicepresidente 1.º: Pedro Atala Zablah
- Vicepresidente 2.º: Camilo Atala Faraj
- Vicepresidente 3.º: Javier Atala Faraj
- Vicepresidente 4.º: Camilo Atala Callejas
- Vicepresidente 5.º: Daniel Atala Midence
- Gerente financiero: Juan Carlos Suazo
- Secretario general: Olman Zapata
- Director deportivo: Fabián Ordóñez

## Datos del club
- Puesto histórico: 2.º

- Temporadas en Primera División (Profesionalismo): 60 (1965-)

- Temporadas en Segunda División (Profesionalismo): 0

- Temporadas en Primera División (Amateurismo): 5 (1947-1964)

- Mejor puesto en la liga:
  - En torneos largos: 1.º (1968-1969, 1970-1971, 1972-1973, 1973-1974, 1978-1979, 1991-1992).
  - En torneos cortos: 1.º (Apertura 1999, Apertura 2001, Clausura 2010, Apertura 2018, Clausura 2020).

- Peor puesto en la liga:
  - En torneos largos: 9.º (1965-66, 1966-67).
  - En torneos cortos: 10.º (Apertura 2005).

- Mayor número de goles en una temporada:
  - En torneos largos: 51 (1992-93).
  - En torneos cortos: 47 (Apertura 2015).

- Debut del club:
  - En campeonatos nacionales oficiales: Vida 4:1 FC Motagua (18 de julio de 1965).
  - En campeonatos internacionales oficiales: Saprissa 4:0 FC Motagua (25 de abril de 1969).
- Primer gol del club:
  - En campeonatos nacionales oficiales: El gol fue anotado por Amado Castillo el 18 de julio de 1965 (Vida 4:1 FC Motagua).
  - En campeonatos internacionales oficiales: El gol fue anotado por Rubén Guifarro el 1 de mayo de 1969 (FC Motagua 1:1 Saprissa).
- Primer triunfo del club:
  - En campeonatos nacionales oficiales: Real España 0:2 FC Motagua (5 de septiembre de 1965).
  - En campeonatos internacionales oficiales: FC Motagua 1:0 Cartaginés (5 de mayo de 1974).

- Mayores goleadas conseguidas:
  - FC Motagua 7:0 Súper Estrella (24 de noviembre de 1991), 
  - En campeonatos nacionales de visita: Federal 2:7 FC Motagua (10 de octubre de 1999) , Honduras Progreso 0:5 FC Motagua (26 de noviembre de 2020).
  - En campeonatos internacionales de local: FC Motagua 5:0 Juventus (30 de junio de 1993),
  - En campeonatos internacionales de visita: Juventus 1:3 FC Motagua (23 de junio de 1993), Comunicaciones 1:3 FC Motagua (20 de diciembre de 2002) y Municipal 1:3 FC Motagua (23 de octubre de 2007).

- Mayores goleadas recibidas:
  - En campeonatos nacionales de local: FC Motagua 0:5 Vida (23 de octubre de 1985)
  - En campeonatos nacionales de visita: Marathón 5:0 FC Motagua (6 de abril de 2013) y Real España 5:0 FC Motagua (24 de agosto de 2014).
  - En campeonatos internacionales de local: FC Motagua 0:3 Saprissa (19 de septiembre de 1971).
  - En campeonatos internacionales de visita: Seattle Sounders 5:0 FC Motagua (24 de febrero de 2022).

- Mejor participación internacional:
  - Campeón (Copa Interclubes 2007).
  - Subcampeón (Liga CONCACAF 2018).
  - Subcampeón (Liga CONCACAF 2019).
  - Subcampeón (Liga CONCACAF 2021).

- Máximo goleador del club: Rubilio Castillo con 99 goles.

- Máximo goleador en una temporada: Rubilio Castillo con 29 goles en 2014-2015.

- Máximo goleador en una temporada de torneos internacionales:
  - Jocimar Nascimento con cuatro goles en Copa Interclubes 2007.
  - Rubilio Castillo con cinco goles en Liga CONCACAF 2018.

- Máximo goleador del club en Superclásicos:
  - En torneos largos: Antonio Obando con nueve goles.
  - En torneos cortos: Rubilio Castillo con nueve goles.

- Jugador con más partidos: Júnior Izaguirre con 364 partidos (1999-2005 y 2011-2016).

- Jugador con más títulos: Milton Reyes con nueve títulos (siete de Liga, uno de Supercopa y uno de Copa Interclubes).

- Jugador con más torneos:
  - En torneos largos: Rubén Guifarro con 17 temporadas disputadas.
  - En torneos cortos: Júnior Izaguirre con 25 torneos disputados.

- Es el club hondureño que más jugadores ha aportado a la selección nacional en Copas del Mundo: Once jugadores en total.

- Es el club hondureño que más jugadores ha aportado a la selección nacional en Copas América: Seis jugadores en total.

- Es el club hondureño que más capitanes ha aportado (2) a la selección nacional en Copas del Mundo:
  - Ramón Maradiaga (España 1982).
  - Amado Guevara (Sudáfrica 2010).

- Es el club hondureño que más bicampeonatos ha conseguido en la historia de la Liga Nacional: 4 (Apertura 1997-Clausura 1998, Apertura 1999-Clausura 2000, Apertura 2016-Clausura 2017, Apertura 2018-Clausura 2019).

- Es el club hondureño que más competiciones internacionales ha disputado: 7 (Copa de Campeones de la CONCACAF, la Liga de Campeones de la CONCACAF, la Liga CONCACAF, la Copa de Gigantes de la CONCACAF, la Copa Interclubes, la Copa Sudamericana de la CONMEBOL y la Copa Centroamericana de la CONCACAF).

- Es el primer y único club hondureño que fue campeón y bicampeón en torneos de once equipos: (Apertura 1997 y Clausura 1998).

- Es el club hondureño que se consagró campeón con el marcador global más abultado en la historia de las finales de la Liga Nacional: (FC Motagua 7:1 Honduras Progreso en el Clausura 2017).

- El club lidera la serie de Superclásicos ganados en finales del fútbol hondureño:
  - FC Motagua ha ganado 8 títulos enfrentándose a Olimpia (Clausura 1998, Apertura 1999, Clausura 2000, Apertura 2006, Clausura 2011, Apertura 2018, Clausura 2019 y Apertura 2024).
  - Olimpia ha ganado 4 títulos enfrentándose a FC Motagua (Clausura 2010, Clausura 2015, Apertura 2022 y Apertura 2023).

- El club mantiene ventaja en el historial de enfrentamientos contra todos sus rivales clásicos, menos contra Olimpia.

- Trece veces se consagraron campeones de goleo en la Liga Nacional sus delanteros.

- Único club hondureño cuyos delanteros se consagraron campeones de goleo en la Liga Nacional tres veces consecutivas:
  - Álex Ávila en 1994 (14 goles).
  - Geovanny Castro en 1995 (14 goles).
  - Denilson Costa en 1996 (13 goles).

- Es el segundo club hondureño con más jugadores que se consagraron campeones de goleo en la Liga Nacional (13 en total): Hasta antes del Torneo Apertura 2018 poseía el primer lugar (con 12 en total), pero Olimpia (con 13 en total) superó dicho récord. Actualmente la pareja serie está 13 versus 14 respectivamente.

- Amado Guevara (considerado por CONMEBOL como el mejor jugador del continente americano en 2001) surgió de las divisiones menores de FC Motagua, tuvo cuatro etapas en el club y acumuló un total de 279 partidos disputados.

- Hector Zelaya fue el primer jugador hondureño en anotar un gol en una Copa del Mundo (España 82) y lo hizo cuando formaba parte de FC Motagua.

- Primer club hondureño que ganó la Copa de Honduras: 1968.

- Primer y único club hondureño que ganó un título de Liga Nacional con un Gol de Oro: Anotación de Reynaldo Clavasquín en la final del Clausura 1998.

- Único club hondureño que disputó un torneo oficial de clubes organizado por la CONMEBOL: Una participación (Copa Sudamericana 2008).

- Único club hondureño que disputó la Copa de Gigantes de la CONCACAF.

- Único club hondureño que ha  enfrentado a un campeón vigente de la Copa Sudamericana en torneos oficiales de CONMEBOL:
  - Arsenal de Sarandí 4:0 FC Motagua (19 de agosto de 2008).
  - FC Motagua 1:2 Arsenal de Sarandí (4 de septiembre de 2008).

- Único club hondureño que ha  enfrentado a un campeón vigente de la Copa Libertadores de América durante el siglo XXI: FC Motagua 0:3 River Plate (13 de julio de 2016).

- Portero con el mejor invicto: El nicaragüense Roger Mayorga con 838 minutos invicto en 1976. Récord nacional

- Primer presidente del club: Marco Antonio Rosa (1928).

- Primer director técnico del club: Daniel Bustillo (1928).

- Primer director técnico del club en el profesionalismo: Ernesto Henríquez (1965).

- Primer director técnico que salió campeón de la Liga Nacional: Rodolfo Godoy (1969).

- Primer director técnico extranjero que ganó un título con el club: El argentino Juan Colecchio (Campeón de Copa en 1968).

- Primer director técnico extranjero que salió campeón de la Liga Nacional: El chileno Néstor Matamala (1979).

- Director técnico con más títulos de Liga ganados: El argentino Diego Vásquez con seis títulos (Apertura 2014, Apertura 2016, Clausura 2017, Apertura 2018, Clausura 2019 y Apertura 2024).

- Director técnico extranjero con más títulos de Liga ganados: El argentino Diego Vásquez con seis títulos (Apertura 2014, Apertura 2016, Clausura 2017, Apertura 2018, Clausura 2019 y Apertura 2024).

- Director técnico nacional con más títulos de Liga ganados: Ramón Maradiaga con cuatro títulos (Apertura 1997, Clausura 1998, Apertura 2006 y Clausura 2011).

- Director técnico con más partidos dirigidos: El argentino Diego Vásquez (408 partidos).

- Mayor tiempo invicto:
  - En torneos largos: 1 año y 2 meses entre 1973 y 1974 (33 partidos).
  - En torneos cortos: 6 meses entre 2011 y 2012 (22 partidos).

- Gol más rápido: El 14 de noviembre de 2010, a los 12 segundos de haber comenzado el partido contra Victoria (triunfo de 3:1), Gustavo Alvarado anotó el gol más rápido en la historia del club.

## Estadísticas generales

### Participación en competiciones nacionales

#### Liga Nacional de Honduras
| Liga Nacional de Honduras | Liga Nacional de Honduras |
| ------------------------- | ------------------------- |
| Campeonato 1965-1966      | 9.º lugar                 |
| Campeonato 1966-1967      | 9.º lugar                 |
| Campeonato 1967-1968      | 6.º lugar                 |
| Campeonato 1968-1969      | Campeón                   |
| Campeonato 1969-1970      | Subcampeón                |
| Campeonato 1970-1971      | Campeón                   |
| Campeonato 1971-1972      | 3.º lugar                 |
| Campeonato 1972-1973      | Suspendido                |
| Campeonato 1973-1974      | Campeón                   |
| Campeonato 1974-1975      | Subcampeón                |
| Campeonato 1975-1976      | 2.º lugar Cuadrangular    |
| Campeonato 1976-1977      | Subcampeón                |
| Campeonato 1977-1978      | 2.º lugar Pentagonal      |
| Campeonato 1978-1979      | Campeón                   |
| Campeonato 1979-1980      | 5.º lugar                 |
| Campeonato 1980-1981      | 6.º lugar                 |
| Campeonato 1981-1982      | 2.º lugar Pentagonal      |
| Campeonato 1982-1983      | Subcampeón                |
| Campeonato 1983-1984      | 6.º lugar                 |
| Campeonato 1984-1985      | 5.º lugar                 |
| Campeonato 1985-1986      | 3.º lugar Cuadrangular    |
| Campeonato 1986-1987      | 6.º lugar                 |
| Campeonato 1987-1988      | 6.º lugar                 |
| Campeonato 1988-1989      | 3.º lugar Pentagonal      |
| Campeonato 1989-1990      | 3.º lugar Pentagonal      |
| Campeonato 1990-1991      | Subcampeón                |
| Campeonato 1991-1992      | Campeón                   |
| Campeonato 1992-1993      | 3.º lugar Pentagonal      |
| Campeonato 1993-1994      | Subcampeón                |
| Campeonato 1994-1995      | 6.º lugar Hexagonal       |
| Campeonato 1995-1996      | 3.º lugar Triangular      |
| Campeonato 1996-1997      | 5.º lugar Hexagonal       |
| Torneo Apertura 1997-1998 | Campeón                   |
| Torneo Clausura 1997-1998 | Campeón                   |
| Campeonato 1998-1999      | Semifinal                 |
| Torneo Apertura 1999-2000 | Campeón                   |
| Torneo Clausura 1999-2000 | Campeón                   |
| Torneo Apertura 2000-2001 | 5.º lugar Hexagonal       |
| Torneo Clausura 2000-2001 | 5.º lugar Hexagonal       |
| Torneo Apertura 2001-2002 | Campeón                   |
| Torneo Clausura 2001-2002 | 8.º lugar                 |
| Torneo Apertura 2002-2003 | 5.º lugar                 |
| Torneo Clausura 2002-2003 | Subcampeón                |
| Torneo Apertura 2003-2004 | 5.º lugar                 |
| Torneo Clausura 2003-2004 | 5.º lugar                 |
| Torneo Apertura 2004-2005 | 9.º lugar                 |
| Torneo Clausura 2004-2005 | 5.º lugar                 |
| Torneo Apertura 2005-2006 | 10.º lugar                |
| Torneo Clausura 2005-2006 | Semifinal                 |
| Torneo Apertura 2006-2007 | Campeón                   |
| Torneo Clausura 2006-2007 | Semifinal                 |
| Torneo Apertura 2007-2008 | Subcampeón                |
| Torneo Clausura 2007-2008 | Semifinal                 |
| Torneo Apertura 2008-2009 | Semifinal                 |
| Torneo Clausura 2008-2009 | 8.º lugar                 |
| Torneo Apertura 2009-2010 | Semifinal                 |
| Torneo Clausura 2009-2010 | Subcampeón                |
| Torneo Apertura 2010-2011 | 7.º lugar                 |
| Torneo Clausura 2010-2011 | Campeón                   |
| Torneo Apertura 2011-2012 | 7.º lugar                 |
| Torneo Clausura 2011-2012 | Semifinal                 |
| Torneo Apertura 2012-2013 | Semifinal                 |
| Torneo Clausura 2012-2013 | 7.º lugar                 |
| Torneo Apertura 2013-2014 | 9.º lugar                 |
| Torneo Clausura 2013-2014 | Repechaje                 |
| Torneo Apertura 2014-2015 | Campeón                   |
| Torneo Clausura 2014-2015 | Subcampeón                |
| Torneo Apertura 2015-2016 | Subcampeón                |
| Torneo Clausura 2015-2016 | Semifinal                 |
| Torneo Apertura 2016-2017 | Campeón                   |
| Torneo Clausura 2016-2017 | Campeón                   |
| Torneo Apertura 2017-2018 | Subcampeón                |
| Torneo Clausura 2017-2018 | Subcampeón                |
| Torneo Apertura 2018-2019 | Campeón                   |
| Torneo Clausura 2018-2019 | Campeón                   |
| Torneo Apertura 2019-2020 | 2.º lugar Pentagonal      |
| Torneo Clausura 2019-2020 | Suspendido                |
| Torneo Apertura 2020-2021 | Final Liguilla            |
| Torneo Clausura 2020-2021 | Subcampeón                |
| Torneo Apertura 2021-2022 | Semifinal                 |
| Torneo Clausura 2021-2022 | Campeón                   |
| Torneo Apertura 2022-2023 | Subcampeón                |
| Torneo Clausura 2022-2023 | Repechaje                 |
| Torneo Apertura 2023-2024 | Subcampeón                |
| Torneo Clausura 2023-2024 | Semifinal                 |
| Torneo Apertura 2024-2025 | Campeón                   |
| Torneo Clausura 2024-2025 | Semifinal                 |

#### Copa de Honduras
| Edición                  | Puesto                   | PJ | PG | PE | PP | GF  | GC | DG  |
| ------------------------ | ------------------------ | -- | -- | -- | -- | --- | -- | --- |
| Copa de Honduras 1968    | Campeón                  | 6  | 4  | 2  | 0  | 12  | 4  | +8  |
| Copa de Honduras 1972    | Fase final               | 7  | 3  | 2  | 2  | 7   | 5  | +2  |
| Copa de Honduras 1992    | Fase de grupos           | 7  | 2  | 4  | 1  | 11  | 11 | 0   |
| Copa de Honduras 1993    | Subcampeón               | 4  | 1  | 2  | 1  | 6   | 6  | 0   |
| Copa de Honduras 1994    | Semifinales              | 1  | 0  | 0  | 1  | 1   | 2  | -1  |
| Copa de Honduras 1995    | Subcampeón               | 9  | 4  | 3  | 2  | 15  | 9  | +6  |
| Copa de Honduras 1996    | 4.º lugar                | 9  | 3  | 3  | 3  | 11  | 9  | +2  |
| Copa de Honduras 1997    | Subcampeón               | 20 | 10 | 7  | 3  | 23  | 17 | +6  |
| Copa de Honduras 1998    | Subcampeón               | 18 | 7  | 7  | 4  | 24  | 20 | +4  |
| Copa de Honduras 2015    | 3.º lugar                | 8  | 5  | 1  | 2  | 20  | 11 | +9  |
| Copa de Honduras 2015-16 | Cuartos de final         | 5  | 3  | 2  | 0  | 5   | 2  | +3  |
| Copa de Honduras 2017    | Treintaidosavos de final | 1  | 0  | 1  | 0  | 1   | 1  | 0   |
| Copa de Honduras 2018    | Treintaidosavos de final | 1  | 0  | 0  | 1  | 1   | 2  | -1  |
| Total                    | Total                    | 96 | 42 | 34 | 20 | 137 | 99 | +38 |

#### Supercopa de Honduras
| Edición                    | Puesto  | PJ | PG | PE | PP | GF | GC | DG |
| -------------------------- | ------- | -- | -- | -- | -- | -- | -- | -- |
| Supercopa de Honduras 2017 | Campeón | 1  | 1  | 0  | 0  | 2  | 1  | +1 |
| Total                      | Total   | 1  | 1  | 0  | 0  | 2  | 1  | +1 |

### Participación en competiciones internacionales

#### Resumen
- En negrita se muestran las ediciones en las que el equipo fue campeón.

| Competición                             | Edición                                                                       |
| --------------------------------------- | ----------------------------------------------------------------------------- |
| Copa de Campeones de la CONCACAF (13)   | 1969, 1971, 1974, 1975, 1983, 1986, 1991, 1992, 1993, 1995, 2003, 2008, 2025. |
| Copa Interclubes de la UNCAF (7)        | 1979, 1997, 1998, 1999, 2001, 2002, 2007.                                     |
| Liga de Campeones de la CONCACAF (7)    | 2010-11, 2011-12, 2015-16, 2018, 2020, 2022, 2023.                            |
| Liga CONCACAF (5)                       | 2018, 2019, 2020, 2021, 2022.                                                 |
| Copa Centroamericana de la CONCACAF (3) | 2023, 2024,2025                                                               |
| Copa de Gigantes de la CONCACAF (1)     | 2001.                                                                         |
| Copa Sudamericana de la CONMEBOL (1)    | 2008.                                                                         |

#### Estadísticas por competición
- En negrita las competiciones en activo.

| Competición                         | Temp. | PJ  | PG | PE | PP | GF  | GC  | Dif. | Puntos |
| ----------------------------------- | ----- | --- | -- | -- | -- | --- | --- | ---- | ------ |
| Copa de Campeones de la CONCACAF    | 13    | 36  | 10 | 8  | 18 | 35  | 54  | -19  | 38     |
| Copa Interclubes de la UNCAF        | 7     | 46  | 14 | 19 | 13 | 50  | 52  | -1   | 61     |
| Liga de Campeones de la CONCACAF    | 7     | 24  | 3  | 7  | 14 | 16  | 43  | -27  | 16     |
| Liga CONCACAF                       | 5     | 34  | 14 | 13 | 7  | 42  | 29  | +13  | 55     |
| Copa de Gigantes de la CONCACAF     | 1     | 2   | 0  | 1  | 1  | 1   | 5   | -4   | 1      |
| Copa Sudamericana de la CONMEBOL    | 1     | 2   | 0  | 0  | 2  | 1   | 6   | -5   | 0      |
| Copa Centroamericana de la CONCACAF | 3     | 18  | 8  | 6  | 4  | 33  | 26  | +3   | 30     |
| Total                               | 37    | 162 | 49 | 54 | 59 | 178 | 215 | -37  | 201    |

## Palmarés

### (7 títulos)
| Torneos regionales                    | Títulos                      | Subcampeonatos |
| ------------------------------------- | ---------------------------- | -------------- |
| Liga Mayor de Francisco Morazán (5/0) | 1947, 1948, 1950, 1951, 1954 |                |
| Liga Amateur de Honduras (2/2)        | 1948, 1950-51                | 1947, 1951-52  |

### Títulos nacionales en el profesionalismo (21)
| Torneos nacionales                | Títulos | Subcampeonatos |
| --------------------------------- | --- | --- |
| Liga Nacional de Honduras (19/15) | 1968-69, 1970-71, 1973-74, 1978-79, 1991-92, Apertura 1997, Clausura 1998, Apertura 1999, Clausura 2000, Apertura 2001, Apertura 2006, Clausura 2011, Apertura 2014, Apertura 2016, Clausura 2017, Apertura 2018, Clausura 2019, Clausura 2022, Apertura 2024 | 1969-70, 1974-75, 1976-77, 1982-83, 1990-91, 1993-94, Clausura 2003, Apertura 2007, Clausura 2010, Clausura 2015, Apertura 2015, Apertura 2017, Clausura 2018, Clausura 2021, Apertura 2022. |
| Copa de Honduras (1/4)            | 1968 | 1993-94, 1995-96, 1997-98, 1998-99. |
| Supercopa de Honduras (1/0)       | 2017 | |

### Títulos internacionales (1)
| Torneos internacionales            | Títulos | Subcampeonatos            |
| ---------------------------------- | ------- | ------------------------- |
| Copa Interclubes de la Uncaf (1/0) | 2007    |                           |
| Liga Concacaf (0/3)                |         | 2018, 2019, 2021 (Récord) |

### Títulos amistosos
- Supercopa de Honduras (1): 1999.[n 1][116]
- Copa Burra Rivas (1): 2014.[117]
- Copa Ciclón (1): 2015.

## Motagua en la cultura popular

### Afición

#### Barras organizadas
Por sus numerosos triunfos, el Fútbol Club Motagua se ha ganado el cariño y admiración de su numerosa afición, quienes con su presencia en los estadios y con sus cánticos, han dado paso al surgimiento barras organizadas como la Macroazzura y Los Revolucionarios 1928 entre otros. 
La afición de Motagua cuenta con una barrabrava y otros tres grupos de aficionados. La barra brava es los Revolucionarios del Motagua 1928, que se llaman a sí mismos La Revo. Este grupo de aficionados tiene bandas o grupos más pequeños dentro de La Revo tales como Los Funebres, Los Dementes, Escuadrón 57, Comando 21, Los Suicidas, Irreverentes, 'los Kpoz, Infernales, Anarkia Torocagua, etc. En Comayagua está C26. En San Pedro Sula están Los Del Norte. En La Ceiba está Revo Ceiba y comando 28 . En Choluteca está Revo Choluteca. En El Progreso está Revo Progreso y en Siguatepeque está Revo Sigua. Todas las bandas cuelgan mantas o grandes piezas de tela pronunciando el nombre de su banda en el interior del estadio. También cuelgan uno con la página web de la barra y muchos de Che Guevara. En los partidos de Motagua contra Olimpia es ilegal colgar estas mantas porque algunos de los miembros y causar un gran escándalo por lo que la policía prefieren prohibir esto. Las barras bravas rivales de los Revolucionarios 1928 son la Ultra Fiel (Olimpia) y la Furia Verde (Marathón)
Otro del grupo de aficionados más grande se llama Macro Azurra, que es apoyado por el club. Ellos pueden ser fácilmente ser visto en el estadio, ya que generalmente tienen globos siempre azules. Este grupo es más grande en el territorio del norte del país y es auspiciado por la junta directa del club.
También hay dos grupos más pequeños son una Fortaleza Azul y JAH, que significa Justicia, Amar misericordia y Humillarte delante de tu Dios. JAH es un grupo de fanáticos con base religiosa que fue fundada por siete miembros de la Iglesia Jehová es Nuestro Pastor.
Los borrachos del ciclón y Las águilas de sombra norte son algunos de los últimos grupos de aficionados que han surgido. Habitualmente se ubican en el sector de sol noreste y  de sombra norte del Estadio Nacional y se encargan de coordinar todas las actividades de hinchada en ambos sectores.

#### Popularidad

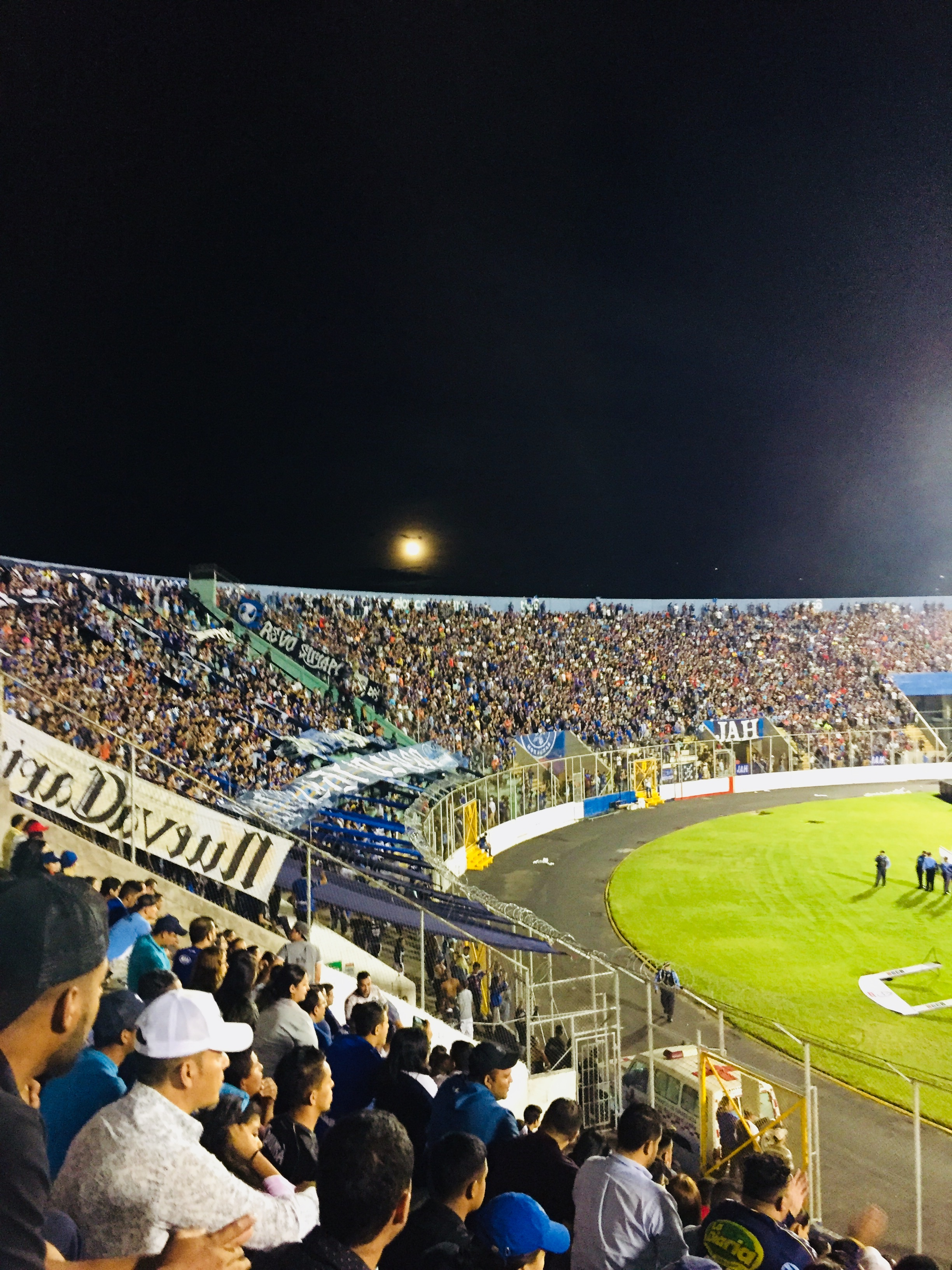
Afición de Motagua durante la semifinal de la Liga Concacaf 2018.

Con el paso de los años, Motagua se ha distinguido por ser uno de los clubes más populares del país, al punto de ser distinguido como el «equipo del pueblo» o el «equipo mimado de la afición». Según sondeos, la mayor parte de la afición motagüense se encuentra ubicada en las regiones centro, sur, este y noreste del país. Sin embargo, es el área del Distrito Central (Tegucigalpa y Comayagüela) donde se concentra la mayor cantidad de aficionados al club. 
De acuerdo con datos basados en el número de seguidores de los «cuatro grandes del fútbol hondureño» en la red social Facebook, Motagua (20%) es el segundo club hondureño con mayor cantidad de aficionados, por debajo de Olimpia (57%) y arriba de Real España (16%) y Marathón (7%). Ese porcentaje indica, a la vez, que sólo Motagua y Olimpia poseen el 77% del total de aficionados a estos cuatro clubes, lo que los convierte en los dos clubes más populares del país. 
| 1.                                                                      | Olimpia     | 57 % |
| 2.                                                                      | Motagua     | 20 % |
| 3.                                                                      | Real España | 16 % |
| 4.                                                                      | Marathón    | 7 %  |
| Porcentaje elaborado en base al número de seguidores en Facebook, 2019. |             |      |

Basándose en el número de seguidores que poseen las cuentas oficiales de los «cuatro grandes del fútbol hondureño» en la red social Twitter, Motagua (33.3%) y Olimpia (48.7%) se llevan el 82% del total de aficionados, relegando a Real España (10.5%) y Marathón (7.5%) con un pobre 18%.
| 1.                                                                     | Olimpia     | 48.7 % |
| 2.                                                                     | Motagua     | 33.3 % |
| 3.                                                                     | Real España | 10.5 % |
| 4.                                                                     | Marathón    | 7.5 %  |
| Porcentaje elaborado en base al número de seguidores en Twitter, 2019. |             |        |

### Medios de comunicación

#### Motagua TV
Motagua es el único club hondureño que cuenta con un espacio exclusivo y oficial en televisión donde se difunden y transmiten todos los contenidos del club. El 23 de agosto de 2014 se lanzó la primera edición de Motagua TV, a través de la señal del canal Telesistema Informativo de la Corporación Televicentro.
Motagua TV tiene una programación enfocada a los aficionados del club motagüense, la cual abarca entrevistas a jugadores, directivos, aficionados y cuerpo técnico. También se maneja información relacionada con rumores de altas y bajas del club, así como especiales conmemorativos a la historia del club y cualquier noticia que genere interés dentro de la afición.

#### Otros medios
Motagua también cuenta con un programa radial, El vuelo del águila, que se transmite por HRN del Grupo Emisoras Unidas.

## Anexos
- Historia del Fútbol Club Motagua
- Anexo:Futbolistas del Fútbol Club Motagua
- Anexo:Entrenadores del Fútbol Club Motagua
- Anexo:Estadísticas del Fútbol Club Motagua
- Fútbol base del Fútbol Club Motagua